# Steinerne Brücke
Die Steinerne Brücke ist neben dem Regensburger Dom das bedeutendste Bauwerk von Regensburg. Mit dem Brückenmännchen hatte die Steinerne Brücke schon sehr früh ein weithin bekanntes Wahrzeichen, dessen Beliebtheit sich bis heute erhalten hat.
Mit einer Bauzeit von 1135 bis spätestens 1146 gilt die komplett aus Stein erbaute Steinerne Brücke als ein Meisterwerk mittelalterlicher Baukunst und als die älteste erhaltene Brücke in Deutschland.

## Lage,  Bedeutung und Erhaltung der Brücke
Nach ihrer Erbauung gewann die Steinerne Brücke als einzige Donaubrücke zwischen Ulm und Wien große Bedeutung als günstige Verbindung von Fernhandelswegen aus dem Süden mit Absatzgebieten im Norden. Regensburg als Umschlagsplatz profitierte nicht nur von den Zolleinnahmen des Fernhandels, auch der Handel mit dem nahen nördlichen Umland wurde stark erleichtert. Die Brücke blieb 800 Jahre lang die einzige Brücke, die im Stadtgebiet von Regensburg beide Arme der Donau  überquerte. Erst die 1938 gebaute Nibelungenbrücke war die zweite Brücke, die ebenfalls beide Donauarme überquerte.
Im 20. Jahrhundert wurde die Steinerne Brücke hauptsächlich durch Streusalzeintrag wegen fehlender Abdichtung und durch wachsende Belastungen durch zunehmenden Schwerverkehr (Straßenbahn und Gelenkbusse) schwer geschädigt. Die Brücke erwies sich als im Bestand gefährdet, so dass von 2010 bis 2018 die Pfeiler der Brücke, die Beschlächte und Brüstungen tiefgreifend saniert bzw. erneuert werden mussten. Die Fahrbahn wurde abgedichtet und mit einem neuen Belag und neuen Brüstungen ausgestattet.
Nach der Sanierung verbindet die Steinerne Brücke als Fußweg (Fahrräder sind erlaubt) die Altstadt von Regensburg mit dem Stadtteil Stadtamhof auf der nördlichen Seite der Donau. Die Brücke überquert weiterhin beide Arme der Donau und einen zwischen beiden Flussarmen verlaufenden etwa 200 m stromaufwärts vom südlichen Flussarm abzweigenden, wasserabführenden ehemaligen Mühlenkanal.

## Beschreibung

### Bögen, Pfeiler und Wiedfangkanal, Beschlächte, Hafen

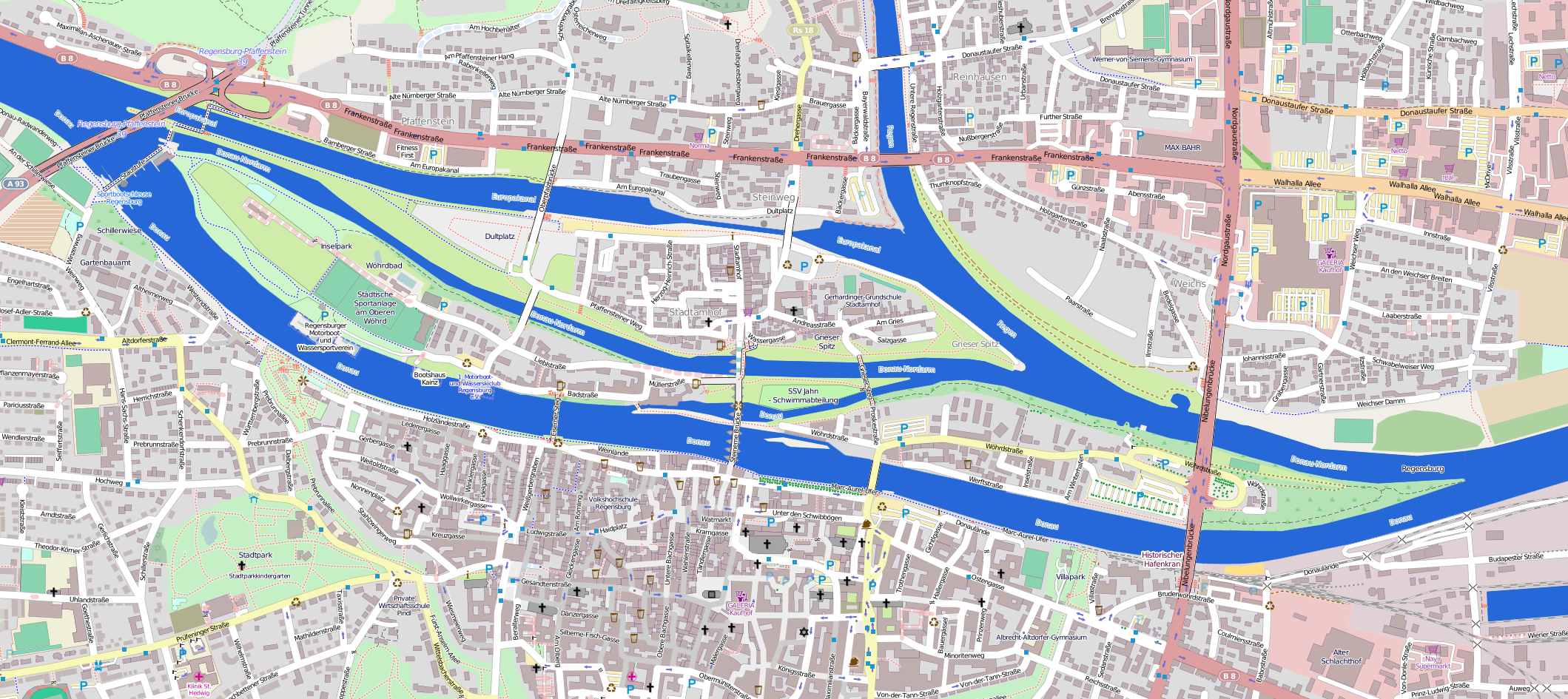
Verläufe von Brücken im Bereich Altstadt Regensburg

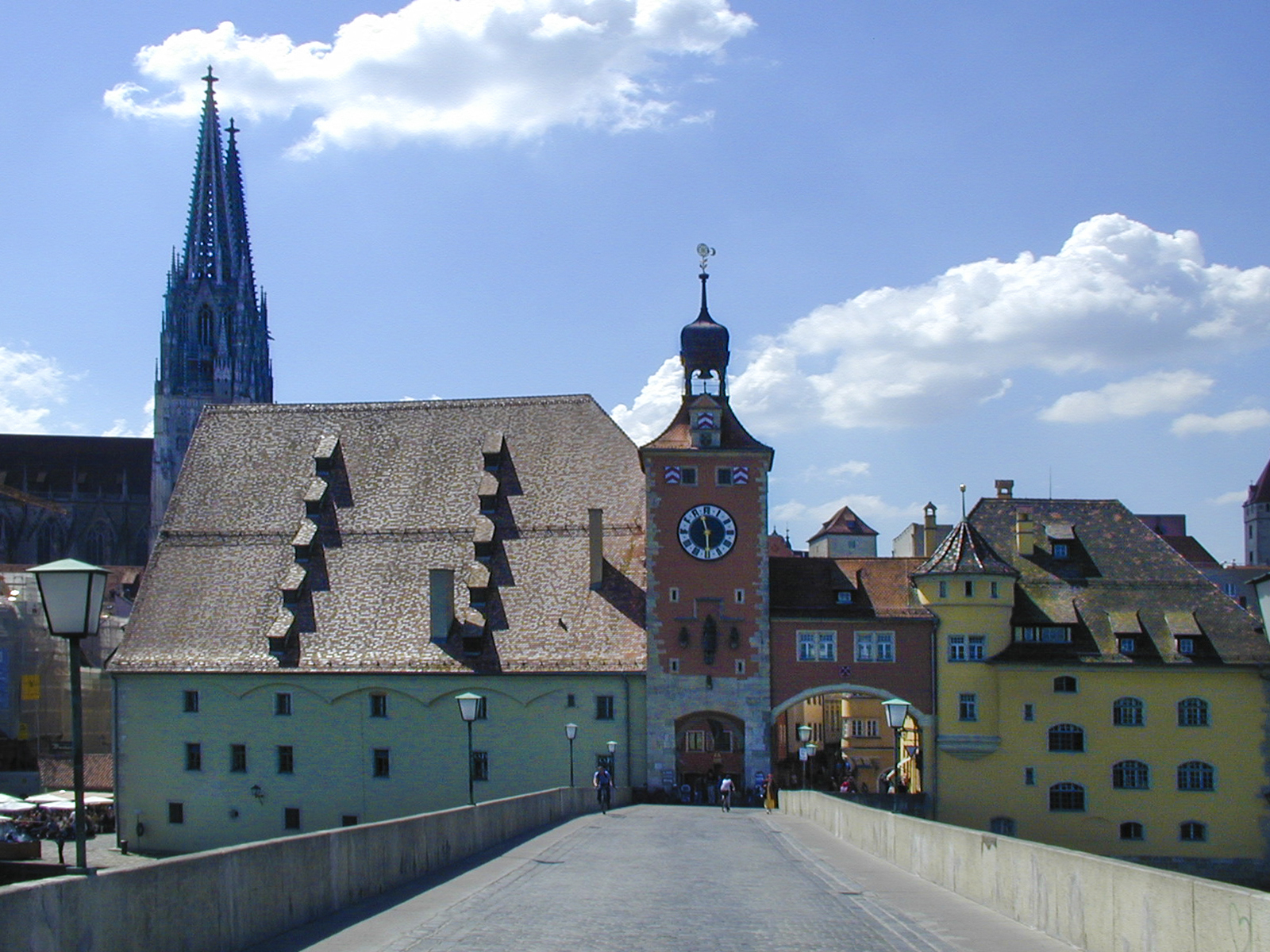
Brückturm mit Öffnung für ehem. Straßenbahndurchfahrt

Die Steinerne Brücke ist eine Naturstein-Gewölbebrücke mit 16 Segmentbögen, von denen jedoch nur 14 zu sehen sind. Der erste Brückenbogen und der erste Pfeiler auf der Südseite der Brücke wurden 1551 beim Neubau des westlich benachbarten ehemaligen Amberger Salzstadels komplett unter dem Boden eingebaut und dienen seitdem dort unter der südlichen Brückenauffahrt als Fundamente des südlichen Brückturmes. Das zeigten 1989 die Befunde nach Ausgrabungen anlässlich der Sanierung des 1616 bis 1620 erbauten städtischen Salzstadels östlich der Brücke
Warum es 1551 zum Neubau des 1485 vom bayerischen Herzog westlich der Brücke erbauten ersten Amberger Salzstadels kam und warum es dann im Rahmen der Neubaumaßnahmen des Amberger Salzstadels auch zum Verbau des ersten Brückenbogens und des ersten Brückenpfeilers der Steinernen Brücke unterhalb des Straßenniveaus kam, erklärt sich wie folgt: Der Neubau des Amberger Stadels war aus statischen Gründen erforderlich geworden, weil der Untergrund instabil geworden war. Während der gut 60-jährigen Standzeit des frühen Amberger Salzstadels wurde der erste Brückenbogen vom sogenannten Wiedfangkanal durchströmt, einem schmalen südlichen Nebenarm der Donau, der von den Schiffern mit ihren Kähnen genutzt wurde, um die Strudel und die Gegenströmung beim Passieren der Steinernen Brücke zu umgehen. Der Wiedfangkanal zweigte bereits östlich vom Brückenkopf der Steinernen Brücke von der Donau ab, durchfloss dann den ersten Brückenbogen und verlief zu dem der Steinernen Brücke westlich benachbarten, mittelalterlichen kleinen vertieften Hafenbecken, dem sogenannten Wiedfang, wo man bequem entladen und beladen konnte. Im Laufe der Jahre hatten der Wasserfluss im Wiedfangkanal und das Wasser im Hafenbecken den Untergrund und damit den ersten Amberger Stadel destabilisiert. Deshalb wurden Hafenbecken und Kanal aufgelassen und 1551 konnte dann der besser fundamentierte neue städtische Amberger Salzstadel errichtet werden.
Die Steinerne Brücke ist nicht in einer geraden Linie gebaut, sondern leicht nach Osten gekrümmt. Sie folgt damit den Untergrundverhältnissen, berücksichtigt den Strömungsverlauf, steigt zur Mitte hin an und überwindet dabei eine Höhe von 5,50 m. Die Pfeiler sind ungleich dick und unterschiedlich ausgerichtet. Auch die Brückengewölbe sind unterschiedlich.
Die 16 Bögen haben eine lichte Weite von 10,45 m bis 16,70 m, auch die Höhe der Bogenöffnungen variiert. Heute sind nur 14 freie Bogen zu sehen; der erste Bogen ist in der Auffahrt zum heutigen Brückentor verborgen, der 16. Bogen ist fast völlig vom sogenannten Stadtamhofer Brückenbasar überdeckt.
Mit den ersten 5 Bögen – von der Altstadt aus gesehen – überspannt die Brücke den Südarm der Donau. Der 5. Brückenpfeiler steht auf dem sogenannten Hammerbeschlächt, einem 1388 als Wasserbauwerk errichteten ca. 10 m breiten, mit eingeschlagenen Pfählen seitlich stabilisierten Steindamm, der das westliche Ende der Donauinsel Unterer Wöhrd mit dem östlichen Ende der Donauinsel Oberer Wöhrd verbindet, wo ein ehemaliger Mühlenstandort erkennbar ist. Mit dem Bau des Damms um 1388 beabsichtigten die Regensburger auch, den Wasserspiegel der Donau im südlichen Donauarm immer ausreichend hoch halten zu können, um die Funktion des Südhafens als komfortabler Anlegeplatz zu sichern. Gleichzeitig wurde versucht, die Wasserversorgung des bayerischen Hafens am Nordufer in Stadtamhof mit dem Stadtamhofer Stadel niedrig zu halten, um die Nutzung des Nordhafens zu erschweren. Entscheidend für die Aufteilung des Donauwassers auf Nord- und Südarm der Donau war aber in erster Linie die wasserbauliche Gestaltung des Westzipfels der Donauinsel Oberer Wöhrd, den man das Wehrloch nannte.
Mit den Bögen 6 bis 8 überquert die Brücke den Mühlenkanal, das Abflussbassin von dort ehemals vorhandenen, mit Wasserkraft betriebenen Mühlen. Unter den anschließenden Bögen 9 und 10 liegt eine Grünfläche, die nur bei Hochwasser überschwemmt wird. Vom Pfeiler 10 aus – dem früheren Standort des Mittelturms – führte seit 1499 eine Rampe westwärts hinab von der Brücke zum Oberen Wöhrd. Früher war die Rampe aus Holz gebaut und wurde häufig durch Hochwasser oder Eisgang zerstört. Heute ist es eine stabile Betonrampe
Die Bögen 11, 12 und 13 überbrücken den Nordarm der Donau. Unter dem Bogen 14 verläuft ein teilweise unbefestigter, aber begehbarer Uferweg am Nordarm stromaufwärts zum erst nach dem Zweiten Weltkrieg errichteten Pfaffensteiner Steg, der den Oberen Wöhrd mit dem Vorort Stadtamhof verbindet.

### Skulpturen

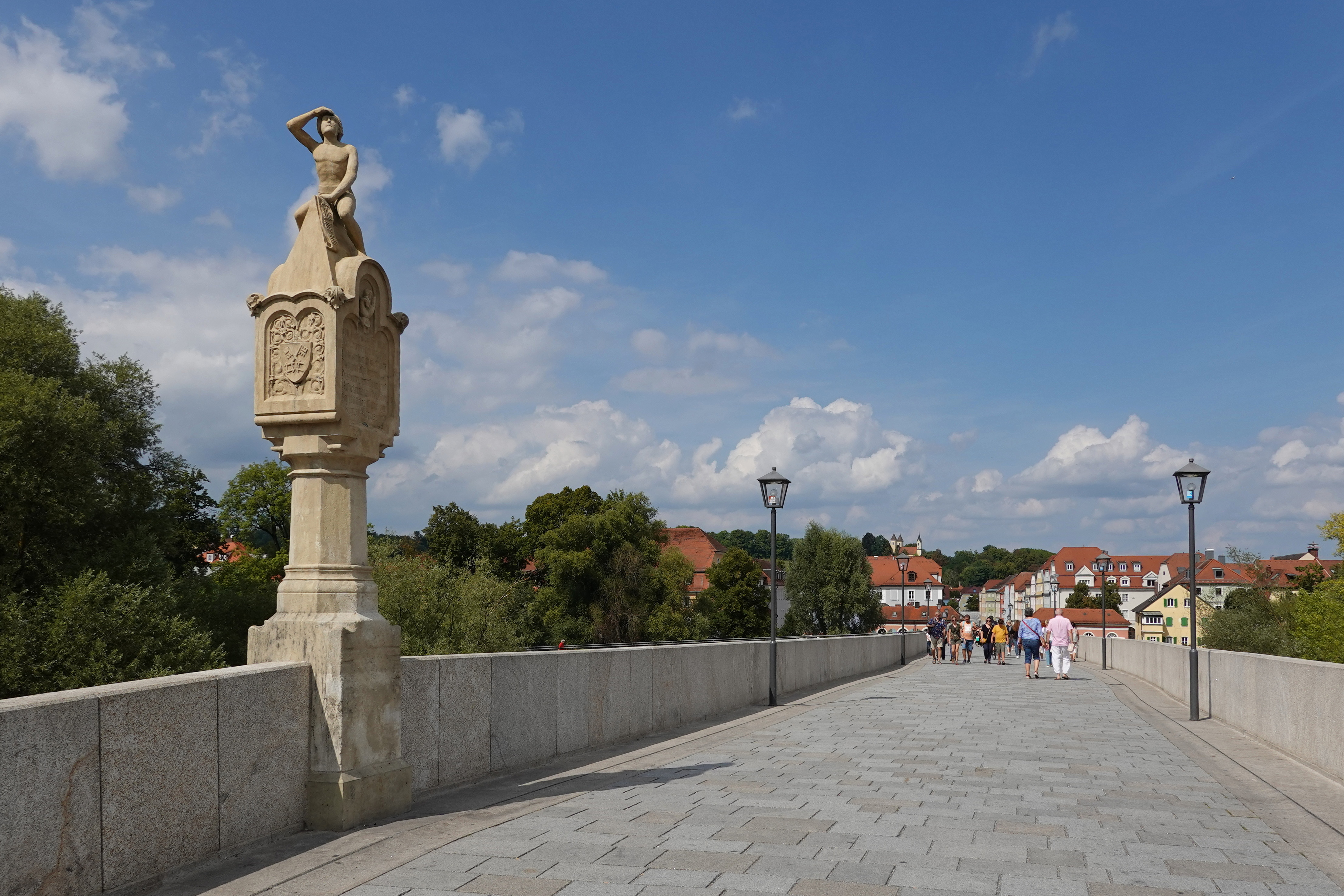
Denkmalgeschütztes Bruckmandl auf der Steinernen Brücke

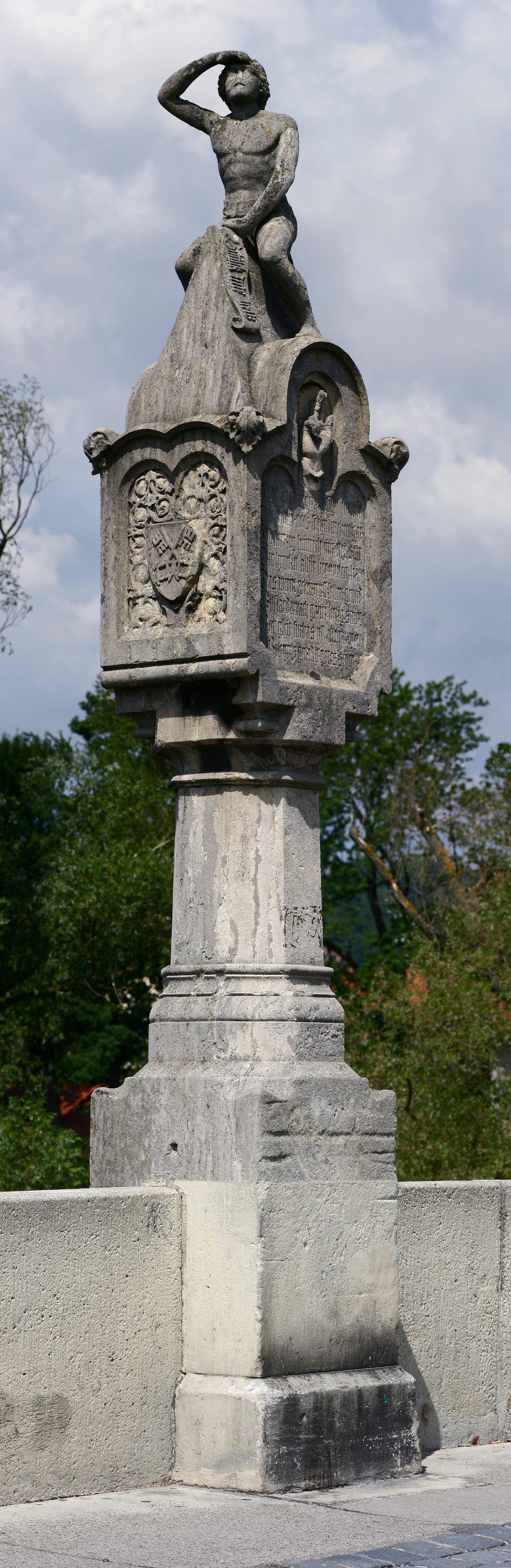
Bruckmandl (Brückenmännchen)

Skulpturen oder Abbildungen, die an der Brücke oder an den Türmen angebracht wurden, waren entweder Rechtszeichen, sollten an Personen und Ereignisse erinnern oder hatten den Sinn, Unheil und Schäden abzuwehren. Solche ursprünglichen Sinngebungen von Skulpturen und Bildwerken gerieten meist bald in Vergessenheit. Dann kam es häufig zu neuen Deutungen und auch zur Bildung von Sagen oder Mythen, die im Laufe der Jahre mit der jeweiligen Skulptur verbunden wurden.
Auch bei der Steinerne Brücke wurden bereits ab dem frühen 13. Jahrhundert Pfeiler und Brüstungen und auch die Türme der Brücken mit Skulpturen und Bildwerken ausgestattet. Viele dieser ehemaligen Brückenskulpturen sind heute nach Kriegen, Hochwasser und Eisstößen beschädigt und nach der durchgreifenden Brückensanierung um 2010 nicht mehr am ehemaligen Standort auf der Brücke vorhanden und wurden im Stadtmuseum eingelagert.

#### Das Brücken-Männlein
Besondere Aufmerksamkeit erregte auf der Steinernen Brücke bereits im späten Mittelalter die Ursprungsfigur des heutigen Brücken-Männleins,  deren Nachfolgefigur, die seit 1854 die Silhouette der Brücke prägt, immer große mediale Aufmerksamkeit fand und in der Neuzeit auch finanzielle Unterstützung. Das zeigte sich im Dezember 2012, als die Figur aus zunächst ungeklärten Gründen einen Arm verloren hatte, der von Tauchern nicht in der Donau aufgefunden werden konnte. Mit Hilfe von Spenden und Sonderaktionen konnte die Figur bis 2018 wiederhergestellt werden.
Die Ursprungsfigur des Brücken-Männleins, wurde dargestellt auf der östlichen Seite der Brücke als eine Figur, die zum Himmel blickend und die Augen mit der Hand vor der Sonne schützend, rittlings auf dem Satteldach einer Türbekrönung saß, am Eingang zu einer Schleifmühle, die ihren Standort auf dem Beschlächt des dritten Brückenpfeilers hatte. Erstmals erwähnt wird das Brücken-Männchen in der Handschrift aus dem 15. Jahrhundert mit der Signatur clm 14 175 in der Münchner Staatsbibliothek. Das Jahr der Aufstellung der Figur ist dort nicht erwähnt.
Für das Jahr 1510 ist eine erste Restaurierung dieser Figur überliefert. Bei weiteren Bränden von Brückenmühlen nach 1555 wurde die Figur des Brückenmännchens offenbar so stark beschädigt, dass das Bauamt der Stadt Regensburg laut Bauamtschronik 1579 den Beschluss fasste, „ain newes thürgericht [Türgericht (Gesamtheit von Türschwelle, Türpfosten und  Türsturz)] sampt ainem mendlen [Männlein]“  anfertigen zu lassen. Offenbar wollte man schon damals nicht mehr auf die originelle Figur verzichten, wobei die ursprüngliche Bedeutung der Figur damals wohl gar nicht mehr bekannt war, denn der als Chronist bezeichnete Ratsherr Stefan Fugger bezeichnete die Figur schlicht nur als das „Nackhet menntlen“ (Männlein).
Erstmals abgebildet und daraufhin über Regensburg hinaus bekannt wurde die Figur des Männleins 1594 durch einen von Jakob Hufnagel geschaffenen Kupferstich der Figur. Diese Abbildung des Männleins wurde in das von Georg Braun und Franz Hogenberg 1572 geschaffene Buch mit Städteansichten Civitates Orbis Terrarum (Städte des Erdkreises) aufgenommen und fand damit weite Verbreitung. In dem Buch wird in einer wirklichkeitsgetreuen Abbildung mit Häusern der Stadt Regensburg, mit Donau und Brücke im Hintergrund, das Brücken-Männlein links unten dargestellt, rittlings sitzend auf dem First eines Torturms, dargestellt als Stadteingang. Auf der Abbildung rechts unten ist ein zweites, damals ebenfalls für die Steinerne Brücke weithin bekanntes Wahrzeichen bildlich dargestellt, das heute weithin unbekannt ist. Bei diesem Wahrzeichen handelt es sich um den sogenannten größten und kleinsten Stein der Steinernen Brücke, dargestellt als eine Steinplatte (größter Stein der Brücke) mit einem in der Mitte in Blei gefassten kleinen Stein (kleinster Stein der Brücke).
Als Folge dieser Abbildung der Stadt Regensburg in einem weit verbreiteten Buch entwickelten sich die zwei Wahrzeichen der Steinernen Brücke dauerhaft zu Sinnbildern der gesamten Stadt Regensburg und wurden damit stark aufgewertet. Das zeigte sich einige Jahre später um 1580, als Andreas Raselius, der als Kantor an der Neupfarrkirche und als Lehrer am Gymnasium poeticum in Regensburg tätig war, die erste „touristisch gefärbte“ Beschreibung von Regensburg verfasste. Er beschrieb darin das Brücken-Männlein als nach einem Bad in der Donau in der Sonne sitzend mit seinem auf den Dom gerichteten Blick, der die Rivalität der beiden Baumeister von Brücke und Dom andeutet, eine Rivalität, die nach seiner Meinung auch im Relief der beiden streitenden Hähne auf der östlichen Brüstung der Brücke angedeutet wird. Als Folge wurde in späteren Beschreibungen der Stadt  Regensburg das Brückenmännchen immer mit der sagenumwobenen Baugeschichte von Brücke und Dom in Zusammenhang gebracht und mit dem Wettstreit der beiden Baumeister um die schnellere Fertigstellung ihres jeweiligen Bauwerks. Für den Sieg in diesem Wettkampf war der Brückenbaumeister ein Bündnis mit dem Teufel eingegangen und hatte dem Teufel als Lohn für technische Hilfeleistungen die Seele des ersten Lebewesens versprochen, das nach dem Bauabschluss die Brücke überqueren würde.
Damit erhielt die Figur des sogenannten „Bruckmandls“ (Brückenmännchen), dessen ursprüngliche Sinnbildung damals nicht mehr bekannt war, eine neue Sinnbildung. Rittlings sitzend auf der westlichen Brückenbrüstung, mit Blick auf den Dom, konnte das Brückenmännchen als Beobachter des Baufortschritts beim Dom zu den sagenumwobenen, mythischen Baugeschichten von Brücke und Dom  viel beitragen. Für die Besucher der Stadt wurde die Kenntnis dieser Geschichten und Sagen  zum Nachweis dafür, dass sie die Stadt Regensburg tatsächlich auch selbst besucht hatten und deshalb diese Geschichten kannten. Ein typisches Beispiel für diese Art von Besuchern war der sächsische Hofbeamte und Historiker Johann Sebastian Müller. Er hatte schon vor seiner Ankunft in Regensburg Kenntnis vom Wettstreit der beiden Baumeister von Dom und Brücke und von des Brückenbaumeisters Pakt mit dem Teufel. In seinem Reisetagebuch hatte er alle damaligen Brückenskulpturen mit potentiellen Anspielungen auf die Entstehungsgeschichte der Brücke und den Pakt des Brückenbaumeisters mit dem Teufel festgehalten und entsprechend interpretiert.
Erst nach 1700 wurde im Verlauf der Aufklärung die Mär vom Teufelspakt und den jeweiligen Teufelsbrücken zu mittelalterlichen Legenden erklärt. Die Entstehung dieser Legenden war immer auf die außergewöhnliche Kühnheit des Entwurfs der Brücken und auf die außergewöhnlichen Schwierigkeiten bei der Erbauung der Brücken zurückzuführen. Die Pointe der Legenden war in allen Fällen  der sog. Teufelsbrücken  immer, dass der Baumeister keinen Menschen, sondern ein Tier über die Brücke schickte und damit den Teufel um seinen Lohn brachte. Erstmals 1740 wies bereits  der Gelehrte Johann Georg Keyßler bei  einem Besuch in Regensburg darauf hin, dass man leicht beweisen könne, dass Brücke und Dom zu ganz verschiedenen Zeiten fertig gestellt worden waren, nämlich, die Brücke im 12. Jahrhundert und der Dom im 15. Jahrhundert. Auch der radikale und antiklerikale Aufklärer Johann Pezzl machte sich noch 1784 lustig über seine bayerischen Landsleute, von denen einige noch immer glaubten, dass die Steinerne Brücke in Regensburg mit Hilfe des Teufels erbaut worden sei.

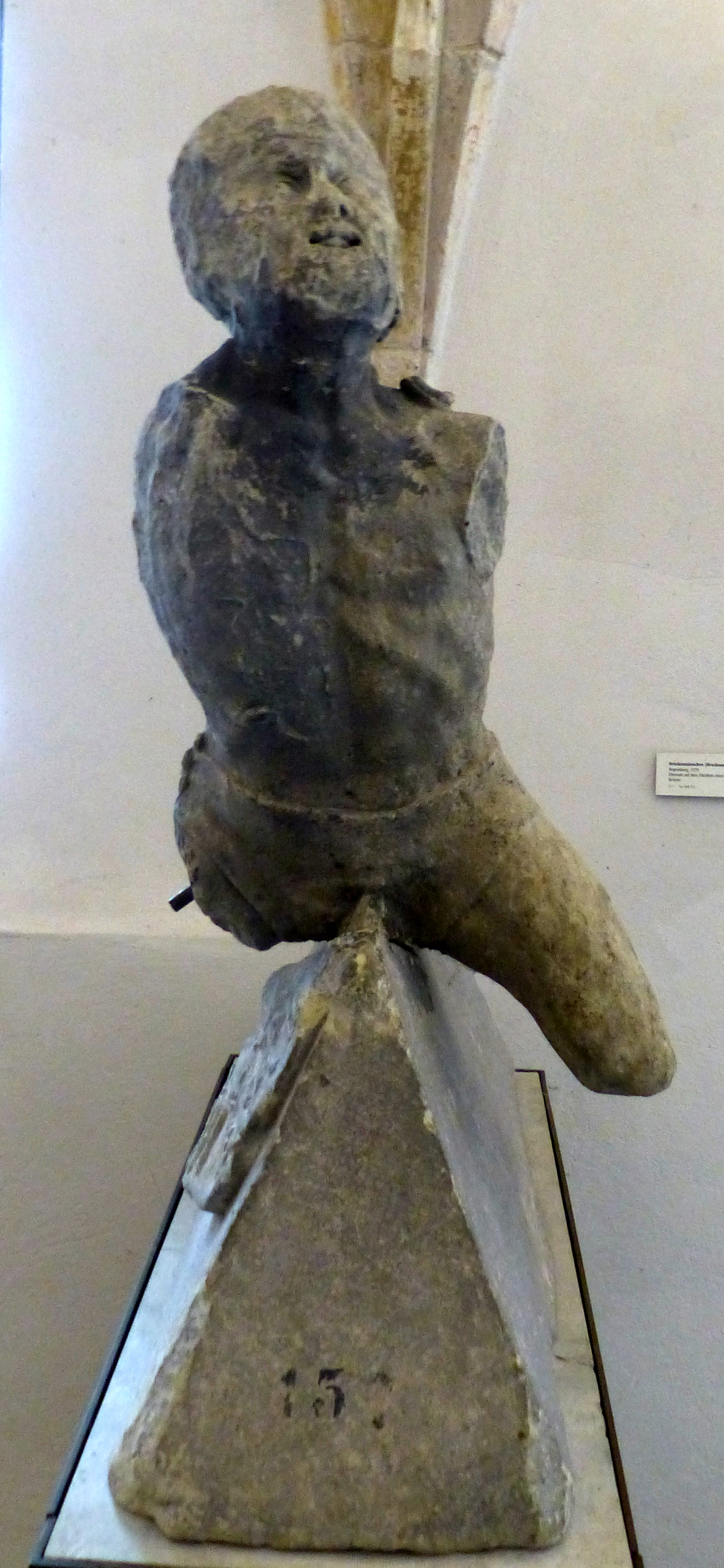
Torso Brückenmännchen

1791 wurde das Brückenmännchen als Schmuckfigur auf das Dach des neu eingerichtete Brückenzollhäuschens an der Rampe zum Abgang auf den Oberen Wöhrd gesetzt. 1817 wurde die Figur bei einem Sturm auf die Brücke geschleudert und verlor das rechte Bein, den linken Unterschenkel und den Kopf, der wieder angesetzt werden konnte. Bis 1826 stand das Brückenmännchen als Torso weiterhin auf dem Brückenzollhäuschen, bis das Zollhaus abgebrochen werden musste. Danach kam der Torso 1930 in den Besitz des Historischen Vereins, der die Figur zunächst in der aufgelassenen Kirche  St Ulrich deponierte und nach 1930 dem Museum übergab. Damit fehlte der Steinernen Brücke ihr bekanntestes Wahrzeichen, nachdem 1810 bereits der nördliche Brückenturm mit seinen Skulpturen (Statuen von Kaiser Friedrich II., Philipp von Schwaben, ein römischer Grabstein und ein antiker geflügelter Löwe) abgebrochen worden war.
Im 1900 Jahrhundert begannen Versuche, die ursprüngliche Sinngebung des Brückenmänchens zu ermitteln und dafür auch den Wortlaut des Spruchbandes zu nutzen, das der Figur im Mittelalter beigegeben worden war. Der Wortlaut, einschließlich der erst nach neueren Erkenntnissen von 1961 erweiterten Fassung lautet: „Schuck wie hais, zu Regensburg seyn dy heut faist“. Versuche zur Deutung der Inschrift ergaben folgende Deutungsvorschläge für die Eintragungen auf dem Inschriftenband
- Erinnerung an die Sommerhitze während der Erbauung der Brücke (Georg Aloys Resch)
- Ausdruck einer Laune des Bildhauers (Joseph Anton Endres)
- Interpretation als figürlicher Südweiser (Joseph Anton Endres)[9]
- Püsterich (Bartel Hanftmann)
- Personifikation des demütigen Menschen als Monument der 1446 der Stadt zugestandenen Freiheitsrechte (Eberhard Paulus)
- Bildzitat eines aufgerichteten Wasserspeiers (Helmut-Eberhard Paulus)

#### Ehemalige Brückenmännchen
- Erstes Brückenmännchen: entstanden vor 1475, als das Jahr, in dem die Figur erstmalig schriftlich erwähnt wurde. Das Datum der Aufstellung und die Sinngebung für das Männchen sind unbekannt. Für 1510 ist eine Renovierung nachweisbar.  Standort: östliche Brüstung, am Eingang zu einer Schleifmühle bei dem Beschlächt des 3. Brückenpfeilers von Süden. 1555 wurden Schleifmühle und Brückmännchen bei einem Brand zerstört.
- Zweites Brückenmännchen: neu erbaut 1579 als krönende Figur eines neuen Türstocks zunächst am gleichen Standort. Sinngebung unbekannt. Später wurden Standorte mehrfach verändert. Ab 1791 erhielt das Männchen einen neuen Standort auf dem Dach des Zollhäuschens beim Mautturm in der Brückenmitte am Abgang zum Oberen Wöhrd. Dort verlor das Brückenmännchen 1809 im Verlauf von Kämpfen während der Schlacht bei Regensburg seine Arme und Beine. 1817 verlor die Figur bei einem Sturm auch noch den Kopf, der aber wieder befestigt werden konnte. Notdürftig zusammengeflickt wurde das Brückenmännchen wieder auf das Dach des Zollhäuschens gestellt, das aber 1826 abgebrochen wurde. Nach einigen Zwischenstationen gelangte das teilzerstörte Brückenmännchen als Torso dann in das  Museum Regensburg. Mit dem Brückenmännchen fehlte der Brücke nun auch ihr bekanntestes Wahrzeichen, nachdem bereits 1810 beim Abbruch des nördlichen Schwarzen Turms dessen skulpturale Ausstattungen (Statue von Kaiser Friedrich II.) entfernt worden war.

- Drittes Brückenmännchen: Der Historiker Schuegraf gab  1849, unterstützt vom Historischen Verein, die Anregung, zur Förderung des Tourismus das Brückenmännchen neu zu errichten, stehend auf einer gotischen Säule. Am Beginn der Planung fiel unter dem königlich-bayerischen Bauinspektor Michael Maurer die grundlegende Entscheidung, bei der Neugestaltung der Figur, für die er auch die Bezeichnung Brückenmännchen prägte,  keine Restaurierung oder Ergänzung der bisherigen, als Torso erhaltenen Vorgängerfigur zu versuchen, sondern eine neue,  künstlerisch frei gestaltete Kopie anzufertigen. Das hatte zur Folge, dass die Figur des neuen Brückenmännchens nicht mehr die linke Hand, sondern die rechte Hand an die Stirn hält, um sich beim Blick zum Dom vor der Sonnenstrahlung zu schützen. Der Entwurf der neuen Figur stammte vom Bildhauer Andreas Blank und wurde vom Steinmetz Adam Poeverlein verwirklicht. Die Baukosten übernahm die Staatskasse.  Am Ende der dreijährigen Planung erfuhr die historisierende gotische Säule als gedachte Gedächtnissäule noch eine inhaltliche Erweiterung mit einem Reimspruch in mittelalterlicher Sprache zur Erbauung der Brücke.

Eilf hundert drysig fünf im jar

die tonaw was schier trucken gar

Do hertzog heinrich mit der stat

Dibrucknalhie begunen hat.

Das werk gebawt off vesten grund

Eilf jar darnach gantz fertig stund.

Gut gleit furbas off allen wegen

Geb Gogots genad u. gotes segen
Mit dem Reimspruch sollte im damals noch jungen Königreich Bayern ganz bewusst an die gemeinsame vaterländische Bauzeit der Brücke erinnert werden, als Regensburg und Bayern noch untrennbar verbunden waren, ein Zustand, der nun wieder erreicht war.
Die Enthüllung des neuen Brückendenkmals erfolgte am 23. April 1854, am 45. Jahrestag der Erstürmung von Regensburg durch napoleonische Truppen, ein Ereignis, das damit in Vergessenheit gebracht werden sollte, zumal damals auch bayerische Truppen im  Rheinbund auf Seiten von Napoleon bei der Verfolgung von österreichischen Truppen in der Reichsstadt Regensburg  erhebliche Zerstörungen angerichtet hatten.

#### Ehemalige Brüstungsskulpturen
- Der Basilisk, ein mythisches Tier, nach dem eine Leguangattung (Basilisken) in Lateinamerika benannt ist, wurde in einer Rechtecknische über dem östlichen 10. Brückenbogen (von Süden) dargestellt. Er sollte den Schutz vor Angriffen von Dämonen bewirken und vor Zerstörungen durch die natürlichen Elemente Wasser und Eis schützen.
- Am benachbarten 9. östlichen Pfeiler der Brücke gab es die Skulptur eines emporkletternden Wiesels, als das einzige Tier, dem es möglich war, den gifthauchenden Basilisken zu überwinden und damit unter Kontrolle zu halten. Die Figur war schon 1835 nicht mehr als solche erkennbar.
- An der Innenseite der östlichen Brüstung, Innenseite gegenüber dem heutigen Brückenmännchen, der nachträglich angefertigte Abguss eines Reliefsteins mit Jahresangabe 1580 zwischen den Köpfen als dem  Jahr einer Renovierung (Original im Museum): auf dem Stein die Darstellung von zwei kämpfenden Hähnen, damals Sinnbilder des Lichtes und der Wachsamkeit für das Seelenheil von Christen. Als Folge von späteren lokalen Erfahrungen und Traditionen sahen die Bürger der Stadt die kämpfenden Hähne aber eher als Symbole für die beiden Parteien, die in der Stadt Regensburg um Macht und Einfluss stritten, nämlich als Symbole für die Reichsstadt Regensburg und für das Herzogtum Bayern, deren Territorien nur durch die Steinerne Brücke getrennt wurden.[13]

- Ein vollplastisch gearbeiteter Löwe auf der östlichen Brüstung über dem 10. Bogen (von Süden), der nach Aussage des Juristen und Historikers Aloys Resch schon 1821 seinen Kopf verloren hatte, markierte auf der Brücke den Ort, bis zu dem Bayern die Brücke für sich beanspruchte. Nach 1916/1917 verschwand diese Löwenfigur.
- Auch am westlichen 11. Bogen (von Süden) gab es die Reliefskulptur eines liegenden Löwen mit weit aufgerissenem Maul und langem Schweif. Die Skulptur zeigte das Wappentier des Stauferkaisers Konrad III, zu dessen Lebzeiten der Bau der Steinernen Brücke abgeschlossen wurde. Als im April 1945 der erste und der zehnte Pfeiler der Brücke gesprengt wurden, stürzte die damals bereits stark verwitterte romanische Löwenfigur in die Donau. Sie konnte aber 1952 geborgen werden und steht seitdem im Museum.[14]

- Das Stadtwappen mit gekreuzten Schlüsseln und das Brückenwappen des für Verwaltung, Betrieb und Unterhalt der Brücke zuständigen Brückenmeisteramtes sind als Wappenschilde auf den Kopfsteinen des 12. Bogens (von Süden) auf der Westseite dargestellt.[15]

### Bautechnische Einzelheiten

#### Brückentürme
Von den ehemals drei Türmen der Brücke ist nur der am Ende des 13. Jahrhunderts entstandene südliche Brückturm  erhalten, der als Eingangs-Torturm zum Stadtgebiet schon immer eine besondere Bedeutung hatte. Heute ist der Brückturm ein touristischer Treffpunkt und als Brückturm-Museum begehbar. Der Mittelturm mit einem brückenartigen Zugang zur Donauinsel Oberer Wöhrd ging als Folge der europaweiten Eisstöße im Winter 1783/84 1789 verloren. Der Zugang zum Oberen Wöhrd wurde zunächst provisorisch wiederhergestellt und ist heute im ausgebauten Zustand komfortabel nutzbar. Der nördliche Turm, ehemals Schwarzer Turm genannt, der im Dreißigjährigen Krieg im Verlauf der Kämpfe um Regensburg (1632–1634) stark umkämpft war, wurde 1809 im Laufe der Schlacht bei Regensburg stark beschädigt und anschließend abgebrochen. Sein ehemaliger Standort am Eingang zum Stadtteil Stadtamhof wird heute von den sogenannten Basarbauten eingenommen und ist ein beliebter Treffpunkt.

#### Gehwege, Geländer, Brüstung, Fahrbahn
Die früher 336 m und heute 309 m lange Brücke hat nach der Sanierung keine Gehwege mehr und ist zwischen 7,51 und 7,60 m breit. Davon entfallen je 18 cm auf die Brüstungsmauern.
Über Veränderungen der Beschaffenheit von Fußwegen, Fahrbahnbelag, Geländer und Brüstung lassen sich trotz aufwendiger Recherchen kaum konkrete Aussagen treffen, die mit bauhistorischen Befunden in eine genaue zeitliche Beziehung gebracht werden können. Allenfalls lassen sich in Bauamtschroniken Hinweise und Beschreibungen finden, die aber wegen unklarer oder nicht eindeutiger Terminologie verschieden ausgelegt werden können. Hinzu kommt, dass sich die baulichen Zustände zeitlich veränderten, wenn nach Unfällen oder nach Bränden einzelner Mühlwerke auf den Beschlächten zerstörte Brüstungen erneuert und verändert werden mussten. Auch das Argument, mit Hilfe eines Fußsteigs über die Brüstung blicken zu können, hatte Bedeutung. Unter anderem bei den meist jährlich benötigten Erneuerungen des Fahrbahnbelags konnte die Art des Belags geändert werden z. B. vom Quaderbelag zum Kieselbelag. In einer vereinfachten zeitlich gestuften Zusammenfassung lassen sich die Verhältnisse wie in der folgenden Tabelle darstellen.
- Neubauphase. Geländer: hochgemauerte Quader. Fußweg: unbekannt. Pflaster : Kiesel bei Brücke, verschieden.

- Um 1300. Geländer: Geländersteine.  Fußweg: kein Fußweg. Pflaster : Kiesel im Brückenbereich, verschieden.

- 16. und 17. Jh. .Geländer: schmale, wuchtige Geländersteine. Fußweg: schmaler Fußsteig. Pflaster : weiche große Quadersteine mit gewölbter Fahrbahn.

- 18. Jh. Geländer: dünnwandige Geländersteine Sandstein. Fußweg: teilerneuert. Pflaster : Granitplatten

- 1880–1900. Geländer: Granit Flossenbürg Fußweg: verbreiterter Fußsteig Pflaster : Kopfsteinpflaster

#### Brückenpfeiler und Beschlächte
Die Brückenpfeiler wurden auf Eichenrosten gegründet und bestehen aus Quadern aus Regensburger Grünsandstein und Donaukalkstein, die mit Bruchsteinen hinterfüllt wurden. Dazu wurde zunächst ein Fangedamm aus Eichenpfählen errichtet und der Bereich innerhalb des Damms leergepumpt.
Zum Schutz vor Auskolkung und Unterspülung sind die Pfeiler von spitz zulaufenden, künstlichen Inseln umgeben, die hier Beschlächte genannt werden. Dazu wurden Pfahlreihen in den Untergrund gerammt und mit Steinschutt hinterfüllt, der schließlich mit einer schweren Mauerwerksdecke versehen wurde. Außerdem wurden beide Seiten der Pfeiler mit dreieckigen, gemauerten und unterschiedlich hohen Vorpfeilern versehen. Auf den Beschlächten wurden Findlinge als weiterer Schutz gegen die Strömung abgelegt. Bei jeder größeren Beschädigung der Beschlächte durch Hochwasser wurden neue Pfahlreihen vorgesetzt, so dass die Beschlächte mit der Zeit so groß und auch ungleich groß wurden, dass auf ihnen durch Wasserkraft betriebene Mühl- und Hammerwerke errichtet werden konnten, die allerdings bei Hochwasser häufig beschädigt wurden. Erst in der Zeit zwischen 1951 und 1963 wurden die Beschlächte wieder deutlich verkleinert und durch Spundwände geschützt.
Die Breite der Pfeiler nimmt mit insgesamt 93,5 m bereits fast ein Drittel der Länge der Brücke ein. Durch die Beschlächte verringert sich die heutige Durchflussbreite auf 122,5 m. Diese beträchtliche Verengung für das durchfließende Wasser erzeugt einen Pegelunterschied von zirka 0,5 m zwischen Ober- und Unterwasser der Brücke, eine starke Strömung unter den Brückenbögen und Wasserwirbel unterhalb der Brücke. Dennoch überstand die Steinerne Brücke alle Hochwässer ihrer Geschichte, einschließlich des Magdalenenhochwassers von 1342, des Hochwassers von 1501 und auch des Hochwassers von 1784, das aber die Brücke schwer beschädigte und den Mittelturm zum Einsturz brachte.

## Geschichte

### Frühe Geschichte, Bau der Brücke 12.–14. Jahrhundert

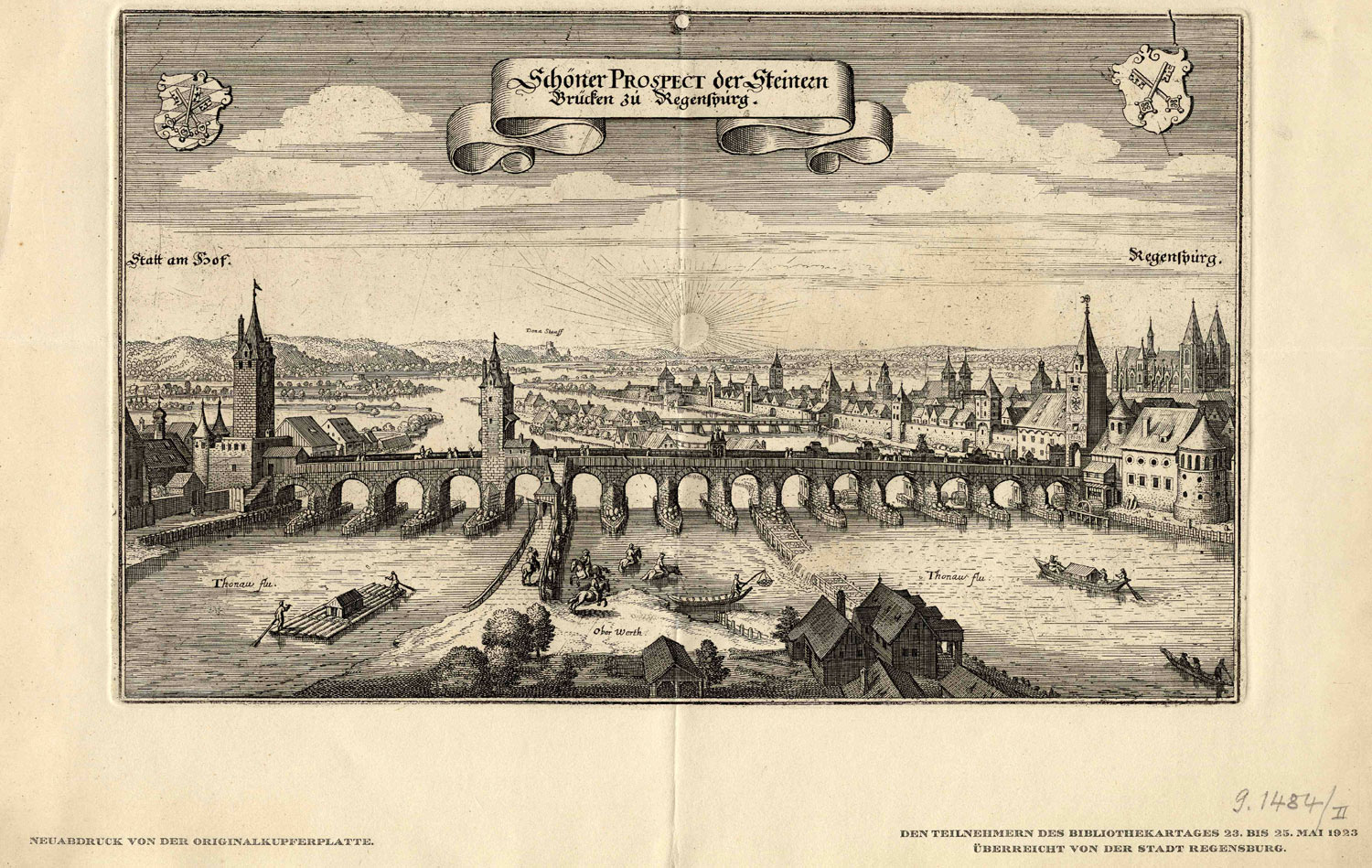
Prospekt Steinerne Brücke mit drei Türmen, 17. Jh.

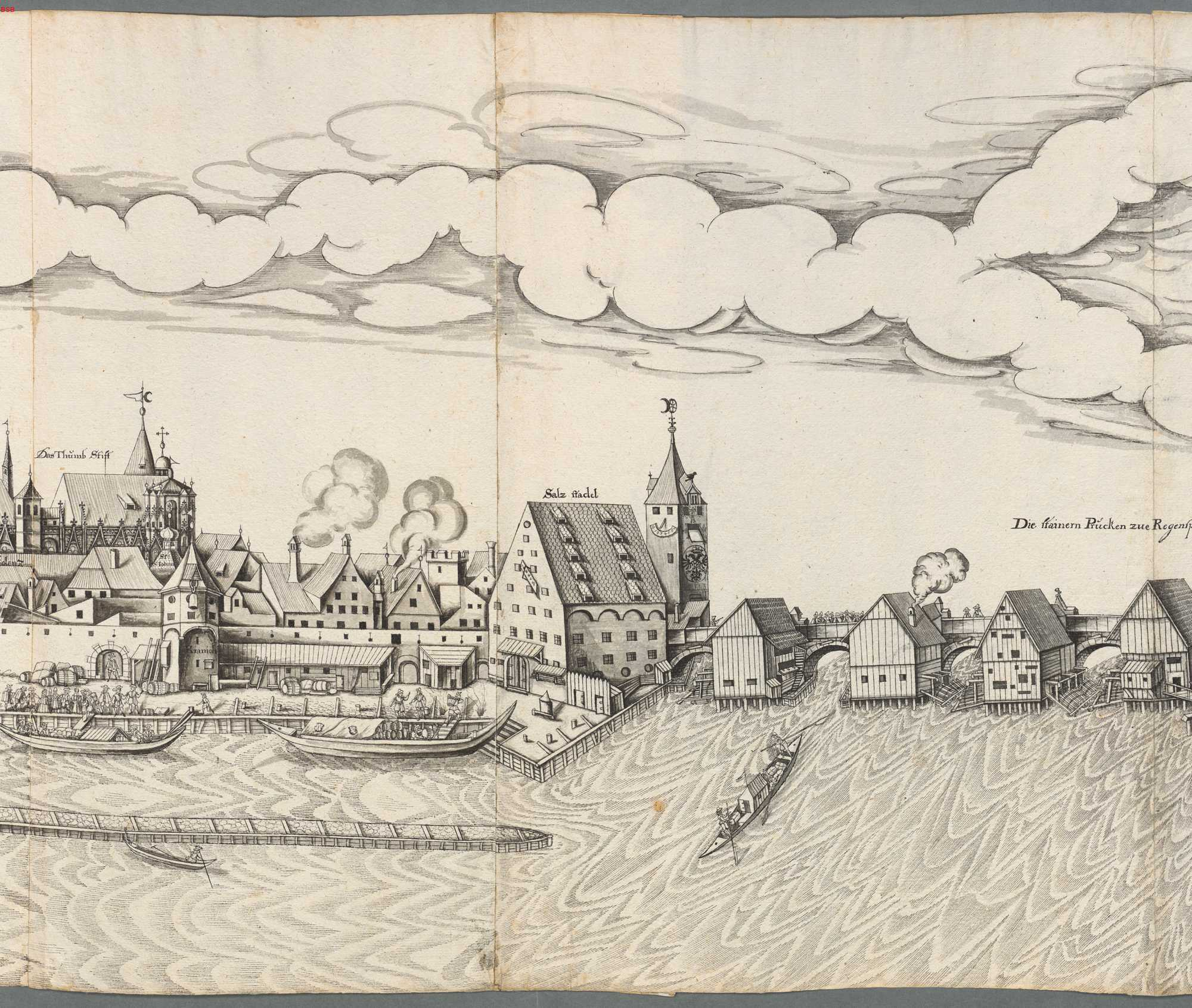
Salzstadel, Steinerne Brücke (von Osten) mit Südturm und Bebauung auf den Beschlächten (um 1630)

Vermutlich konnten an dieser Stelle schon Kelten und Römer den Fluss überqueren. Karl der Große ließ 792 eine Schiffbrücke anlegen, nach anderen Quellen eine Holzbrücke, die aber nicht lange standhielt, weil „Strömung und Wetter die Konstruktion immer wieder fortrissen“.
Mit dem Bau einer steinernen Brücke wurde im außerordentlich trockenen Sommer des Jahres 1135 begonnen. Die Arbeiten unter einem nicht mehr bekannten Baumeister dauerten bis in das Jahr 1146. Auftraggeber waren wahrscheinlich Regensburger Kaufleute unter Förderung des Bayernherzoges Heinrich des Stolzen. Regensburg war zu der Zeit eine der wohlhabendsten und einwohnerstärksten Städte Deutschlands.
Der Bau der Brückentürme ist für den südlichen und den mittleren Turm nur ungefähr datierbar auf die Zeit ab Mitte des 13. bis Mitte des 14. Jahrhunderts, als auch die übrigen Stadtbefestigungsanlagen entstanden. Für den nördlichen Turm, dem ersten Angriffsziel eines von Norden her anrückenden potentiellen Feindes, haben archäologische Untersuchungen das Erbauungsjahr 1246 ergeben. 1147 brach Konrad III. in Regensburg zum zweiten Kreuzzug auf, der strategisch günstige Donauübergang dürfte dafür mit den Ausschlag gegeben haben. Kaiser Friedrich I. Barbarossa brach im Mai 1189 von dort mit einer großen Streitmacht zum dritten Kreuzzug auf. Kaiser Friedrich I. Barbarossa hatte der Brücke 1182 besondere Privilegien (Freiheit des Brückenzuganges und Zollfreiheit) verliehen; ein Brückenmeisteramt wurde eingerichtet, das eigene Rechte und Einkünfte hatte und dessen Brückenmeister ein Brückensiegel führte mit der Umschrift: SIGULUM GLORIOSI PONTIS RATIPONE (Siegel der ruhmreichen Brücke von Regensburg). Die Einnahmen aus der Brückenmaut dienten ihrer Erhaltung.
Nachdem Regensburg 1245 Freie Reichsstadt geworden war, lag nördlich des an die Brücke anschließenden Geländes von Brückenbasar- und Spital-Gelände die Staatsgrenze zwischen der Stadt und dem Herzogtum Bayern (später Kurfürstentum).

### 15.–17. Jahrhundert
Zwischen 1499 und 1502 wurde eine hölzerne Brücke als Abgang zur Donauinsel Oberer Wöhrd gebaut.
Im Dreißigjährigen Krieg wurde 1633 von den bayerischen Besatzungstruppen beim Anrücken der Schweden auf beiden Seiten der Donau das vierte (heute das dritte sichtbare) Brückenjoch gesprengt. Nach Beendigung der Kämpfe wurde dort eine hölzerne Zugbrücke eingebaut. Dieser behelfsmäßige Zustand blieb bis 1791 erhalten. Auch der südliche Brückturm und der mittlere Turm brannten während der Kämpfe um Regensburg (1632–1634) aus und wurden erst nach Ende des Krieges 1648 wieder hergestellt.

### 18.–19. Jahrhundert

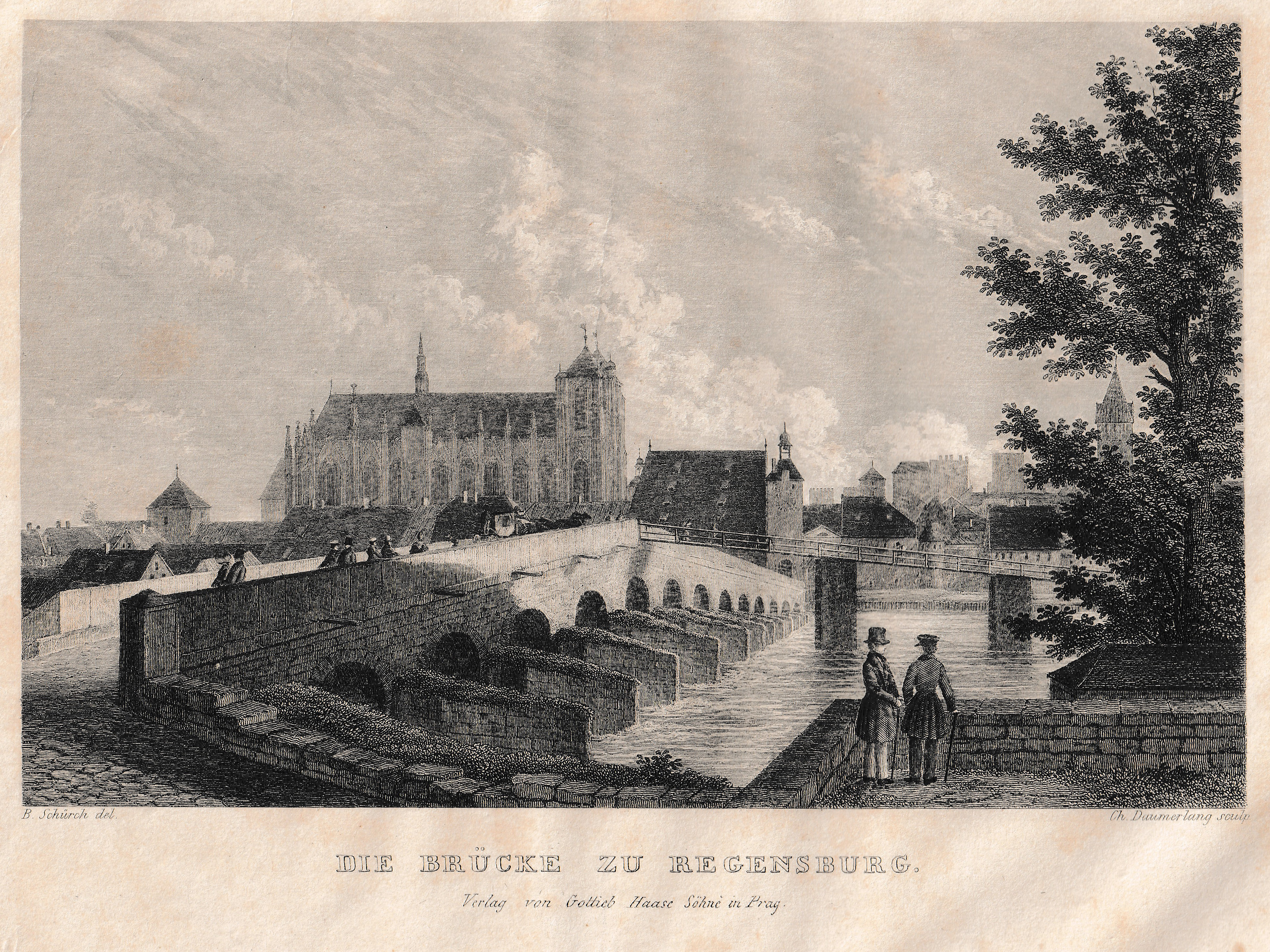
Ansicht ca. 1850, vor dem Ausbau der Domtürme

1732 wurde die Fahrbahn der Steinernen Brücke verbreitert, indem die ursprünglichen dicken Seitenbrüstungen durch dünnere Sandsteinplatten ersetzt wurden.
Der mit dem katastrophalen Hochwasser vom Februar 1784 verbundene Eisstoß zerstörte alle Mühlen, Schleif-, Polier- und Hammerwerke, die sich auf den Beschlächten eingerichtet hatten, und beschädigte den mittleren Turm so stark, dass er abgebrochen werden musste.
Bei der Rückeroberung der von österreichischen Truppen besetzten Stadt durch französische und bayrische Truppen im Jahr 1809 wurde der nördliche Brückenturm, genannt Schwarzer Turm, im Laufe der Schlacht bei Regensburg schwer beschädigt und ein Jahr später abgebrochen.
Bei einer Verkehrszählung im Jahre 1876 ergab sich, dass die Brücke pro Tag im Mittel von ca. 22.138 Personen und 664 Fuhrwerken zur Überquerung der Donau genutzt wurde. Daraufhin wurden 1877 die Sandstein-Brüstungsplatten durch Granitplatten aus Flossenbürg ersetzt; gleichzeitig wurde die aus dem Jahr 1502 stammende hölzerne Verbindungsrampe zum Oberen Wöhrd durch eine Eisenkonstruktion ersetzt.

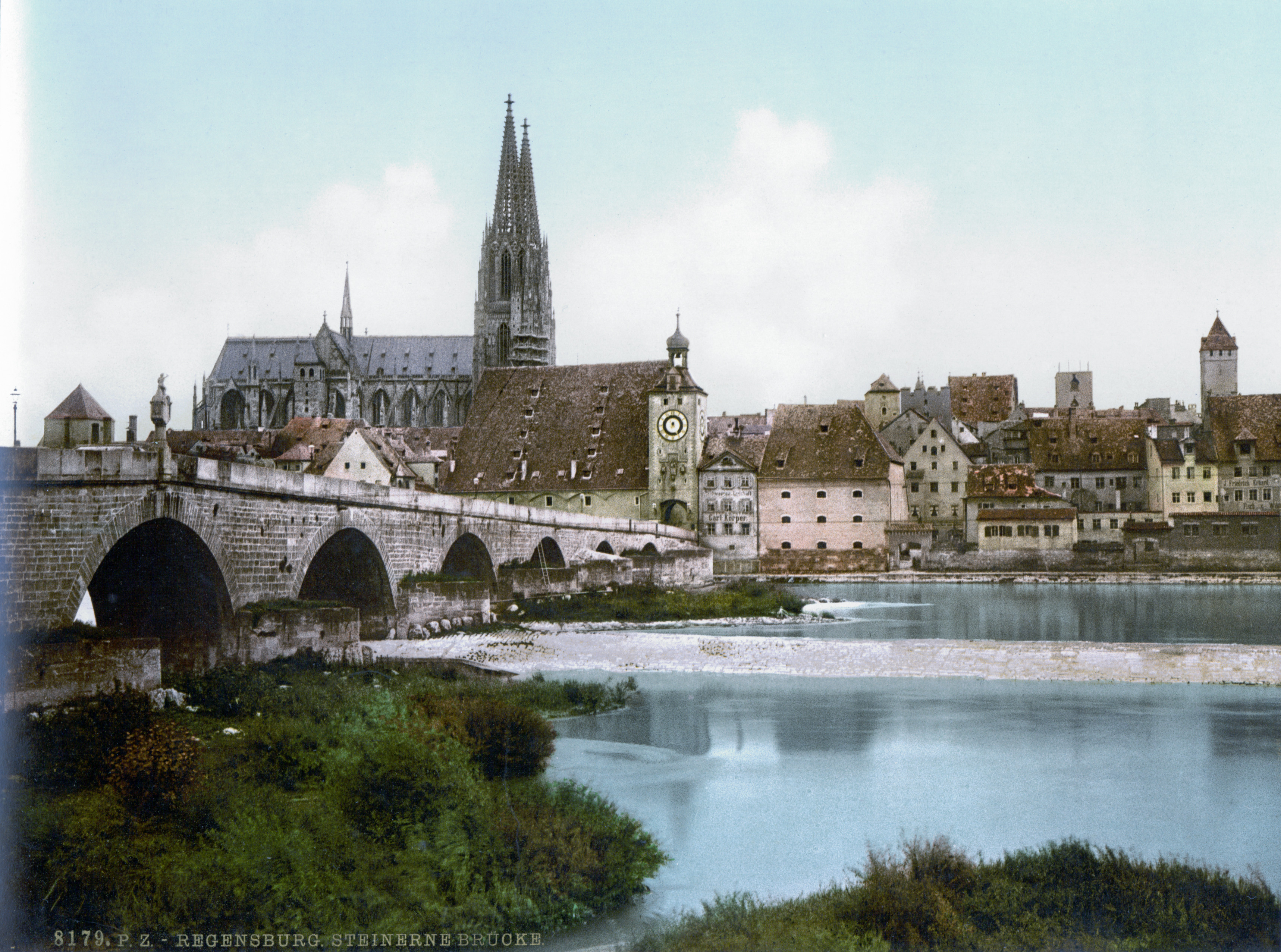
Ansicht des Brückturms von Norden um 1900 vor dem Bau der Straßenbahndurchfahrt

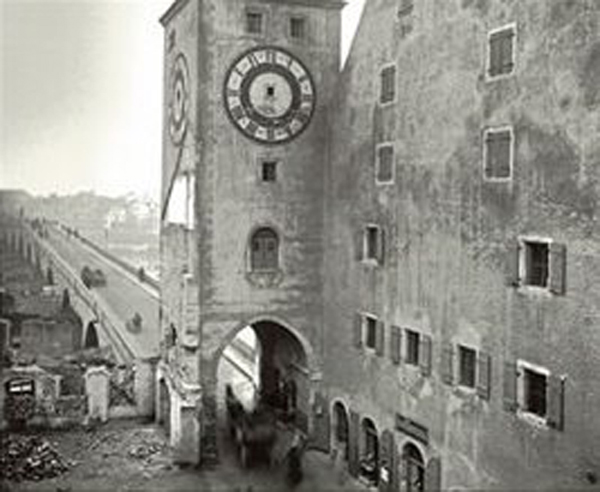
Der Brückturm während des Baus der Straßenbahndurchfahrt 1901/2

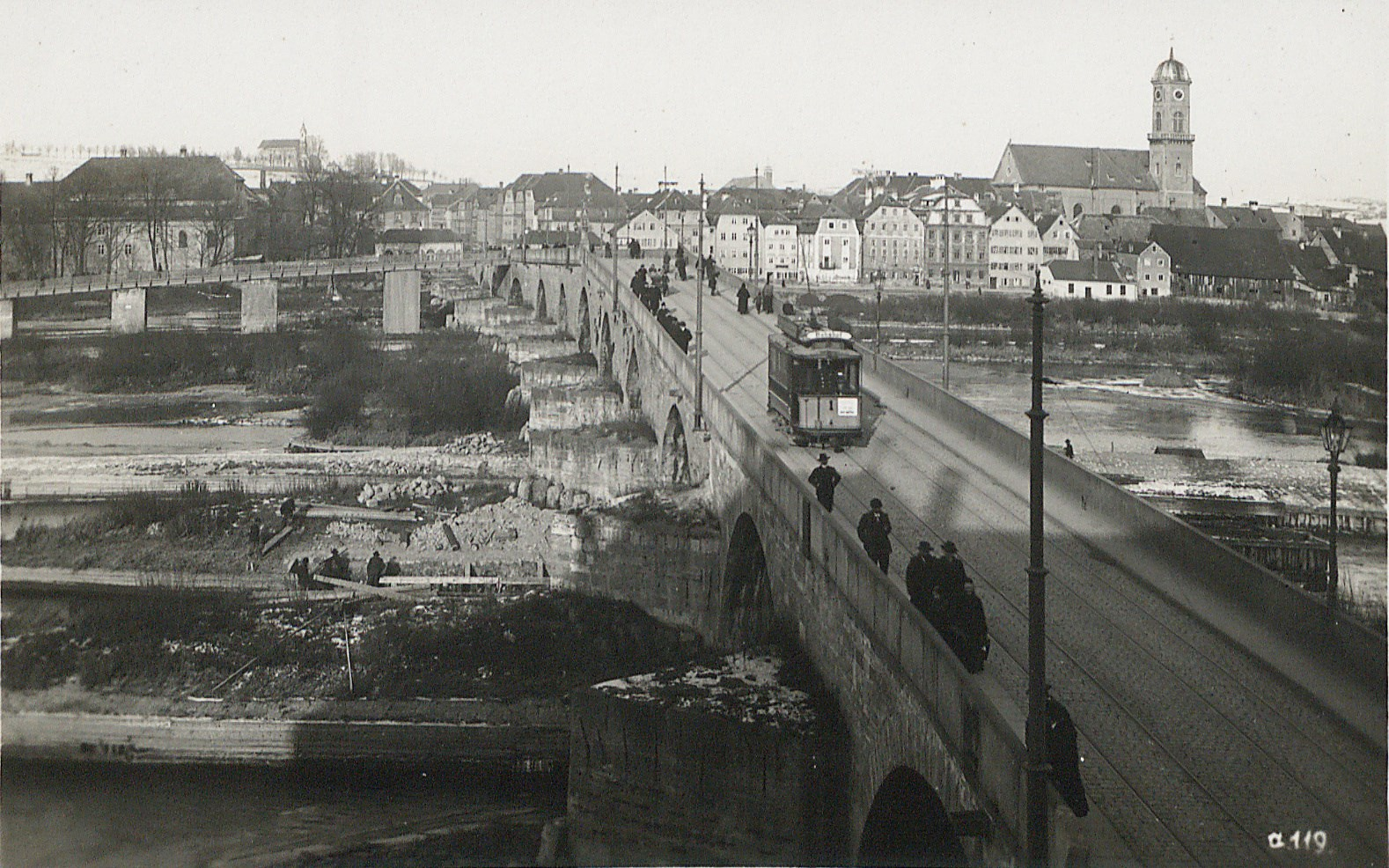
Brücke mit Straßenbahn 1903

### 20.–21. Jahrhundert
Um 1900 hatte sich die Donau zu einer Großschifffahrtsstraße entwickelt und städtische und staatliche Stellen begannen, die Steinerne Brücke als ein Verkehrshindernis anzusehen. Sie äußerten die Absicht „die gänzliche Beseitigung der Steinernen Brücke ins Auge zu fassen“. Die Planung für den Neubau einer Brücke mit größeren Jochen und anderer Achslage wurden so gut wie abgeschlossen. Daraufhin kam es in der Bevölkerung zu heftigen Diskussionen und als im Laufe des Ersten Weltkrieges eine durchgehende Wasserstraße für Getreidetransporte immer wichtiger wurde, fasste die Rhein-Main-Donau-AG den Entschluss, um weitere jahrelange Streitereien zu vermeiden, die Umfahrung der Brücke durch einen Kanal in der nördlich von Stadtamhof verlaufenden Flutmulde der Donau (Protzenweiher) in Betracht zu ziehen. Diese frühen Pläne zum Kanalbau wurden aber erst 70 Jahre später durch den Bau des Main-Donau-Kanals verwirklicht.
Als Anfang des 20. Jahrhunderts die Streckenführungen der Regensburger Straßenbahnlinien geplant wurden und eine Linie über die Brücke nach Stadtamhof führen sollte, erwies sich die enge Brückenzufahrt durch das nur 3 m breite Spitzbogentor im Brückturm als nicht zu überwindendes Hindernis. Die einfachste Lösung, den Brückturm abzubrechen konnte durch den Einsatz von Stadtbaurat Adolf Schmetzer gerade noch verhindert werden.
Unter seiner Planung wurde die erweiterte Zufahrt ohne Verlust der historischen Bausubstanz der Brücke auf andere Weise geschaffen. Auf der westlichen Seite des Brückturmes wurden zwei angrenzende Häuser – darunter das Brückenzollhaus – abgerissen und die entstandene Lücke wurde durch einen zusätzlichen Torbogen überspannt. Zur Verbreiterung der Fahrbahn nach der Durchfahrt durch das neue Tor musste die Brücke dort etwas verbreitert werden. Die Baumaßnahmen war 1902 abgeschlossen und haben die Ansicht der Brückenzufahrt nicht nachteilig verändert.
Etwa zwei Wochen vor Ende des Zweiten Weltkriegs, am späten Nachmittag des 23. April 1945, wurden auf Befehl des Gauleiters Ludwig Ruckdeschel der erste und der zehnte Pfeiler der Brücke gesprengt, um den Vormarsch der Amerikaner zu verzögern. Die Sprengung führte zum Einsturz von vier Bögen der Brücke, den zwei stadtseitigen Bögen (I) und (II) und den Bögen (IX) und (X). Bereits in den frühen Morgenstunden waren der Eiserne Steg, die Eiserne Brücke und die Adolf-Hitler-Brücke gesprengt worden. Damit gab es im Stadtgebiet keine intakte Brücke mehr über den Südarm der Donau. Die Lücken in der Steinernen Brücke wurden von den amerikanischen Besatzungstruppen, die Regensburg am 27. April besetzt hatten, zunächst mit Bailey-Brückenelementen geschlossen. Kurz danach wurde mit dem Bau von hölzernen Notbrücken begonnen. Diese wurden erst 1967 beseitigt und die Gewölbe wiedererrichtet. Hierbei dienten die Grünsandsteinquader als verlorene Schalung für den Wiederaufbau der Bögen in Stahlbetonbauweise.
Im Zuge von Instandsetzungsarbeiten ab 1950 erhielt die Brücke Brüstungen aus Betonplatten. 1958 wurden zur Erfüllung eines amerikanischen Dekrets jeweils zwei Sprengkammern in die vier Pfeiler 3 – 6 eingebaut, was die Struktur der Pfeiler erheblich schwächte. Die militärhistorische Bedeutung dieser Einbauten hatte zur Folge, dass diese Sprengkammern in die Denkmalliste eingetragen wurden. Bis 1962 wurden die Beschlächte auf ihren heutigen Umfang zurückgebaut und als Schutz gegen Unterspülungen stählerne Spundwände und massive Betonkonstruktionen um die Pfeiler herum gebaut.
Die Figur des Bruckmandls verlor in der Nacht zum 27. Dezember 2012 auf ungeklärte Weise ihren rechten Arm, woraufhin die Stadt Regensburg Anzeige gegen Unbekannt erstattete. Im Rahmen des vierten Bauabschnitts der Brückensanierung (siehe unten) erhielt die Figur im Sommer 2016 wieder einen zweiten Arm, wurde jedoch erst nach Abschluss der Sanierung wieder aufgestellt.

## Bauzustand und Sanierung nach 2010

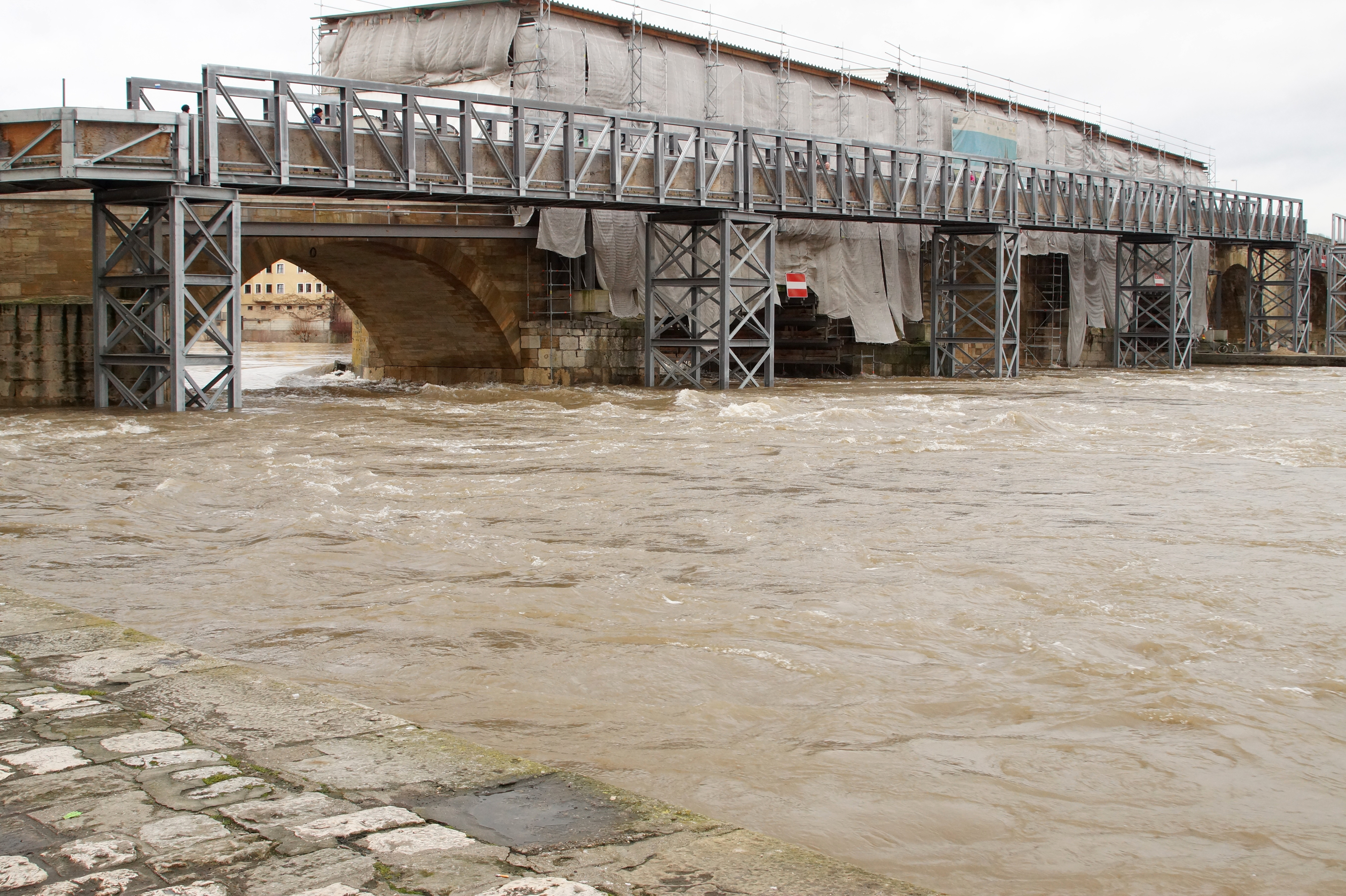
Brücke in Sanierung

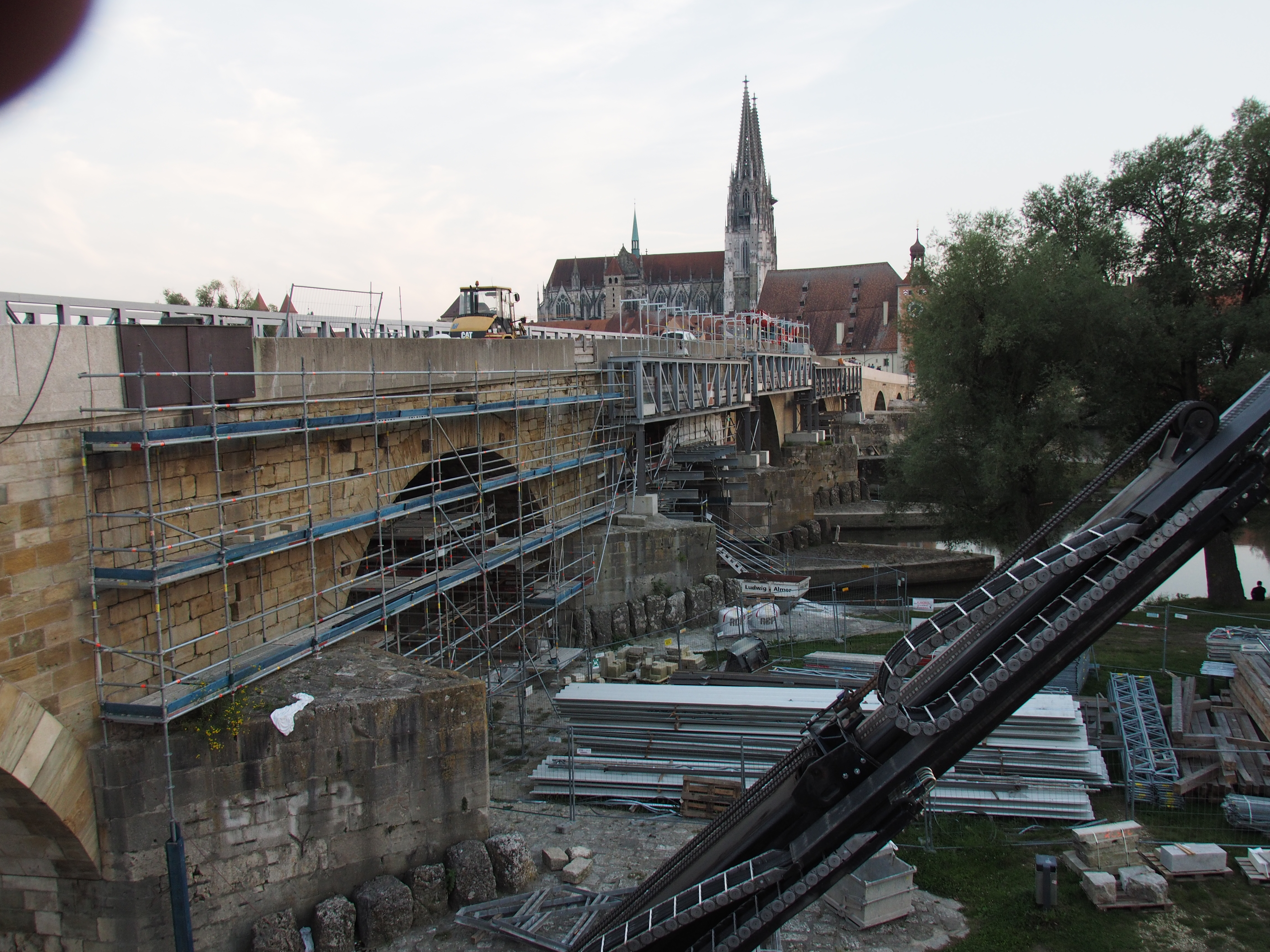
Sanierung der Brücke (September 2016)

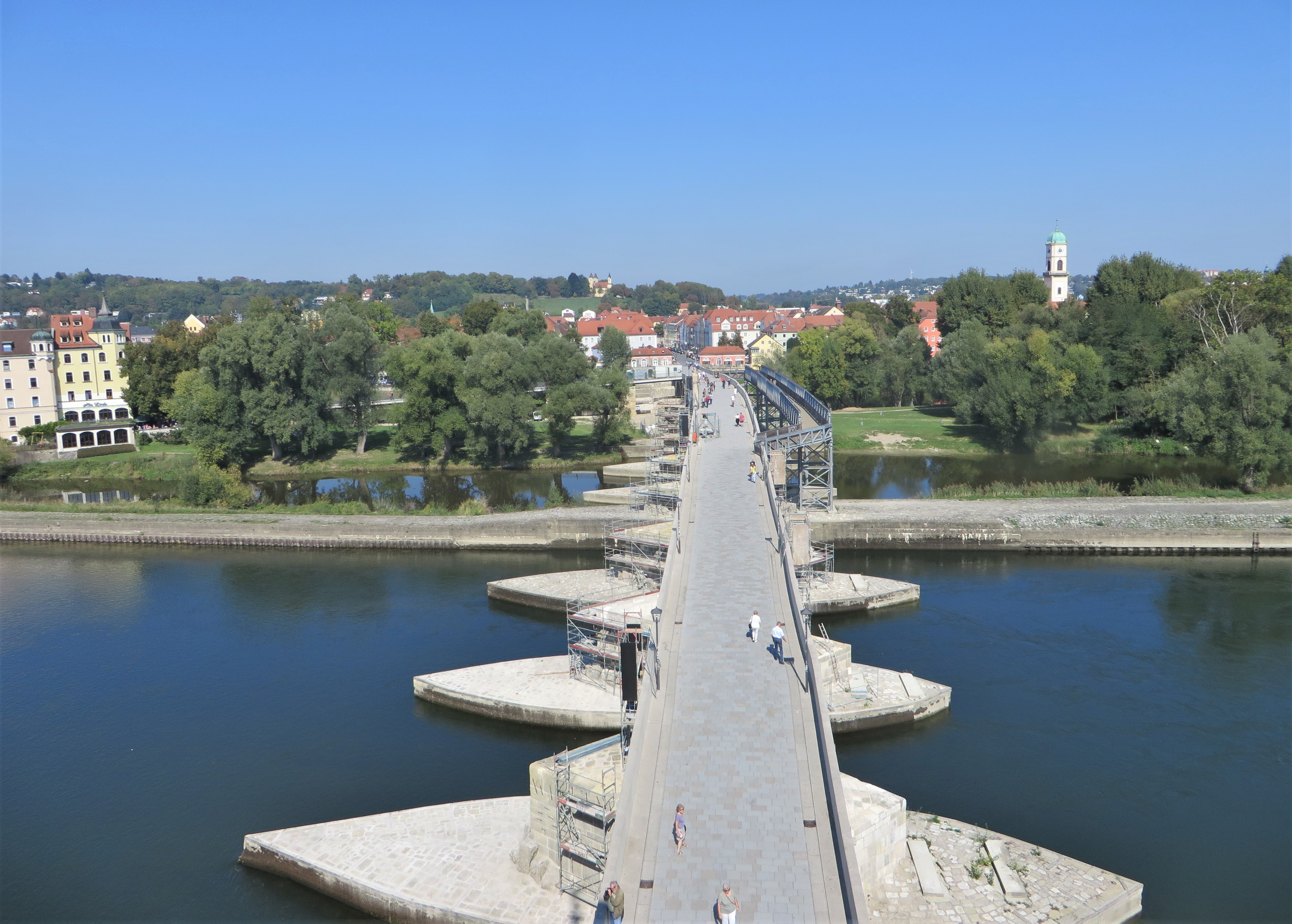
Ansicht der Brücke vom Brückturm, kurz vor Abschluss der Sanierung (Sep. 2018)

Durch die starken Verkehrsbelastungen der letzten Jahrzehnte und besonders durch eine fehlende Abdichtung der Fahrbahn und das Aufbringen von Streusalz war die Steinsubstanz der Brücke tiefgreifend bis in das Innere der Pfeiler hinein geschädigt worden und der langfristige Bestand der Brücke war gefährdet. Nach einem Bürgerentscheid war die Brücke bereits seit 1997 für den privaten PKW-Verkehr gesperrt. Am Abend des 1. August 2008 erfolgte auch die Sperrung für Busse und Taxis. Grund für diese damals überraschende Maßnahme war ein Gutachten, wonach die Brückenbrüstungen dem Aufprall eines Busses nicht standhalten würden.
Von 2010 bis 2018 wurde die Brücke saniert. Für die schon lange absehbare Sanierung waren seit 1993 Voruntersuchungen vorgenommen worden, wie Aufmaß, hydrographische Vermessungen, hydraulische Lasten, Tragverhalten, Einwirkungen von Temperatur, Eisgang, Wind und Hochwasser, verschiedene steintechnische Laboruntersuchungen, Tragwerksanalyse. Besonders wichtig war die Abklärung der künftig angemessenen Nutzlasten. Dabei hatte sich ergeben, dass die Beanspruchungen durch den bis 2008 zulässigen Gelenkbus höher gewesen waren als die früheren Beanspruchungen durch die ehemalige Straßenbahn, die bis 1945 die Brücke überquert hatte. Insgesamt ergab sich, dass die großen Schäden an der Brücke erst in den letzten 100 Jahren der fast 900-jährigen Standzeit der Brücke entstanden waren. Hinzu kamen Abschätzungen zu den Auswirkungen von schwerwiegenden Schädigungen der Brücke in der Vorzeit, wie z. B. der Einbau der Sprengkammern in vier Pfeiler.
Sehr hoch waren auch die Anforderungen an Planung und Bauausführung des geplanten Gewerks, denn die Brücke sollte während der langen Bausanierungszeit ihre Brückenfunktion als Verbindung zwischen der Altstadt und Stadtamhof zumindest für Fußgänger weiterhin erfüllen. Dafür mussten seitliche, den jeweiligen Bauabschnitt umgehende stählerne Umgehungsstege errichtet werden. Außerdem sollte die Brücke trotz massiver Eingriffe zur Erneuerung des gesamten Oberbaus ihren hohen Denkmalcharakter behalten. Es war früh klar, dass dieses Thema in Öffentlichkeit und Bevölkerung, die sich am Gewohnten orientieren, eventuell sehr emotional und polarisierend aufgegriffen werden würde. So kam es tatsächlich nach Abschluss der Sanierung in Regensburg zu einer massiven Ablehnung des neuen Brückenbelags, weil die seitlichen Gehwege und das gewohnte Kopfsteinpflaster nicht mehr vorhanden waren.
Im Vorfeld der Sanierung war ab 2009 intensiv nach geeignetem Steinmaterial gesucht worden. Die neuen Steine sollten farblich und von der Struktur her zu dem Originalmaterial passen und außerdem eine ausreichende Festigkeit und Witterungsbeständigkeit aufweisen. Man wurde schließlich in einem aufgelassenen Steinbruch in der Nähe von Ihrlerstein fündig (siehe auch Ihrlersteiner Grünsandstein). Die Pläne zur Reaktivierung dieses Steinbruchs wurden allerdings wieder verworfen, weil die Wiedereröffnung des Steinbruchs mit der benötigten Abnahmemenge für die Steinerne Brücke wirtschaftlich nicht zu rechtfertigen war. Stattdessen wurden Steine verwendet, die auf dem Bauhof der Stadt lagerten und vom Abbruch einer Eisenbahnbrücke stammten. Die vom Generalkonservator und Leiter des Bayerischen Landesamtes für Denkmalpflege Egon Greipl geäußerte Kritik an der schlechten Qualität der bereitgestellten Grünsandsteine wurde dadurch abgewendet, dass ein komplexes Steinmanagementverfahren entwickelt wurde. Es wurde die Qualität jedes Steines ermittelt und jeder Stein wurde gemäß seiner Druckfestigkeit an einer passenden Stelle der Brücke eingebaut. Viel Aufwand war für die Bereitung eines Mörtels mit speziellen Zuschlägen erforderlich, der bei dem hohen Versalzungsgrad der in der Brücke vorhandenen Steine für das Nachverfugen benötigt wurde.
Im Februar 2013 kündigte die Stadt Regensburg der mit dem ersten Bauabschnitt beauftragten Firma wegen wiederholter Bauzeitüberschreitungen. Die Sanierung der Brücke sollte ursprünglich Ende 2014 abgeschlossen sein, verzögerte sich aber bis 2018. Die Brücke wurde erst am 10. Juni 2018 im Rahmen des UNESCO-Welterbetags in Regensburg eröffnet.
Nach Abschluss der Sanierungsarbeiten wurde die Brücke nicht mehr für den motorisierten Verkehr freigegeben. Deshalb kommt es in der Stadt Regensburg, immer wieder zu Diskussionen über alternative Brückentrassen, mit denen die Bewohner aus dem westlichen und nördlichen Landkreis Regensburg aber auch Bewohner aus den nördlich der Donau liegenden Vororten der Stadt ohne Nutzung der beiden bestehenden Autobahntrassen die Donau queren und das Stadtgebiet erreichen können. Zwei der gewünschten Trassen würden den Neubau von Brücken stromaufwärts der Steinernen Brücke nötig machen.

## Stadtsage

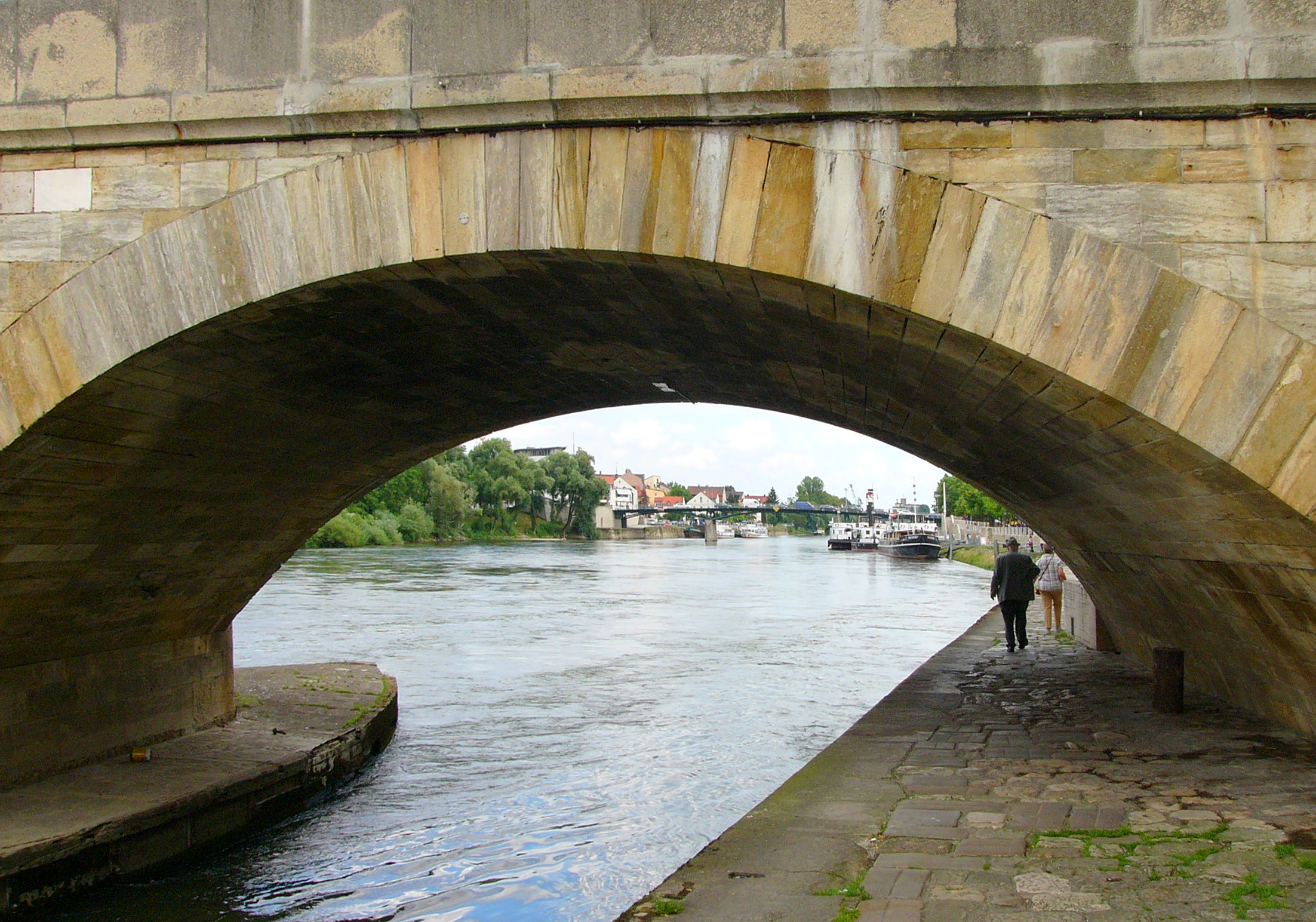
Unter der Steinernen Brücke

In einer stadtbekannten Sage über den Bau der Steinernen Brücke wird erzählt, dass der Brückenbaumeister mit dem Dombaumeister eine Wette abgeschlossen hatte, wer zuerst sein Bauwerk fertiggestellt haben werde. Nachdem der Dombau wesentlich schneller voranging, schloss der Brückenbaumeister einen Pakt mit dem Teufel, der beim Bau der Brücke behilflich sein wollte, wenn er die ersten drei Seelen bekäme, die über die Brücke gingen. Von nun an ging der Brückenbau sehr schnell voran, sodass die Brücke zuerst fertiggestellt wurde. Der Teufel forderte nun seinen Lohn, weshalb der Brückenbaumeister bei der Eröffnung zuerst einen Hahn, dann eine Henne und am Ende einen Hund über die Brücke treiben ließ. Aus Wut über diese Täuschung und über die ausbleibende Seele eines Menschen soll der Teufel vergeblich versucht haben, die Brücke zu zerstören. Deshalb, so die Sage, hat die Brücke einen Buckel. In der Sage wird das auf der Brücke rittlings sitzende Brückenmännlein mit seinem stetigen Blick aufwärts zur Baustelle der Domtürme zum Abbild des Brückenbaumeisters gemacht. Tatsächlich war jedoch die Brücke schon lange fertiggestellt, als erst 1273 mit dem Bau des Domes begonnen wurde.

## Lieder
Das Volkslied Als wir jüngst in Regensburg waren, sind wir über den Strudel gefahren… bezieht sich nicht auf den Donaustrudel in Regensburg. Das Lied ist ursprünglich ein Scherzlied aus dem 18. Jahrhundert, das von einer Gruppe schwäbischer und bayerischer Kolonistinnen erzählt, die von Ulm über Regensburg donauabwärts Richtung Ungarn fuhren. Der Strudel, der in dem Lied besungen wird, liegt unterhalb des österreichischen Ortes Grein. Es existiert eine Textversion aus dem Jahr 1840, deren Titelzeile „Als wir einst von Regensburg kamen“ näher am Original und am historisch fassbaren Hintergrund der Ostkolonisation liegt als der heute gebräuchliche Liedtext.

## Schifffahrt im Brückenbereich

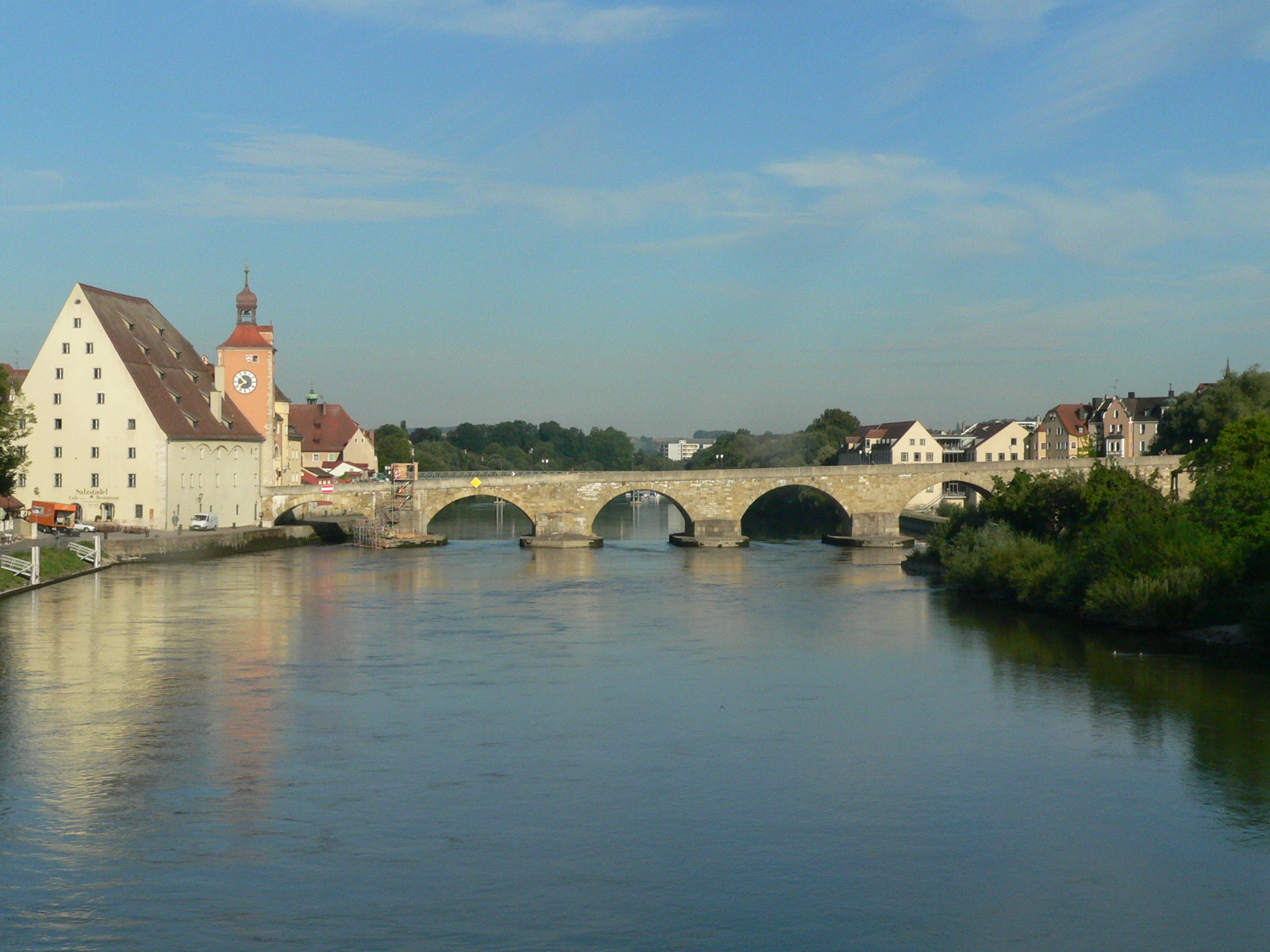
Steinerne Brücke von Osten

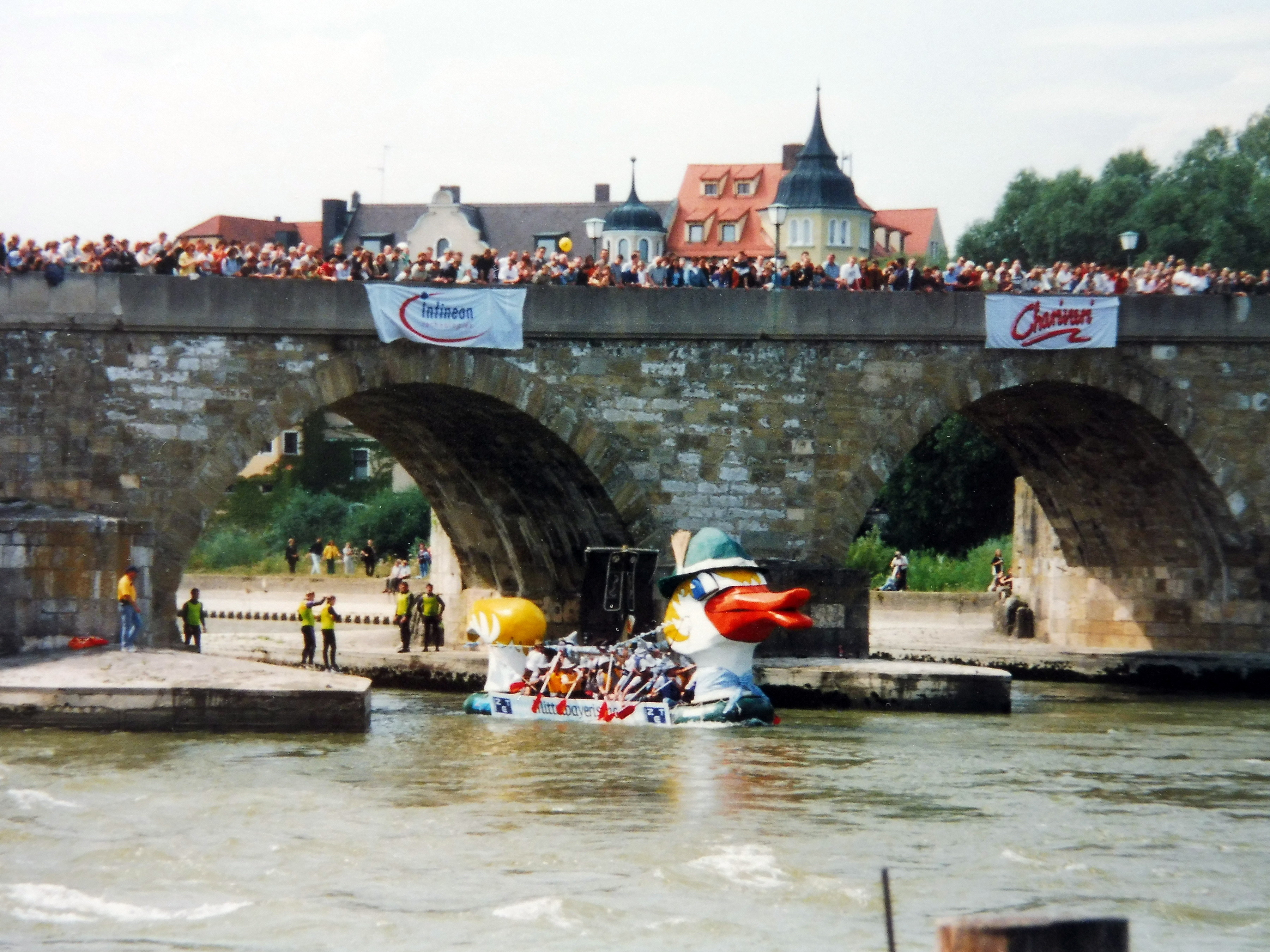
Strudelrennen während des Festes der Bayern am 22. Juli 2000

Besonders wegen des durch die Brücke erzeugten Donaustrudels (Regensburger Strudel) direkt unterhalb der Brücke mussten bis ins 20. Jahrhundert alle Schiffe mangels ausreichendem Antrieb stromaufwärts getreidelt werden. Von 1916 bis 1964 gab es dort eine elektrisch betriebene Schiffsdurchzugsanlage. Am 21. Juli 2012 wurde die Treidelanlage wieder in Betrieb genommen.
Auch die Abmessungen der Bogendurchlässe der Steinernen Brücke erfüllten nicht mehr die Anforderungen der modernen Binnenschifffahrt. Im Zuge des Ausbaus der europäischen Wasserstraße Rotterdam – Constanza wurde deshalb, zur Umgehung der Steinernen Brücke, der Regensburger Europakanal gebaut.
Beim Bau des Kanals wurde flussaufwärts bei Pfaffenstein eine Staustufe für Nord- und Südarm der Donau errichtet. Auf dem Donaunordarm ist keine Schifffahrt möglich. Auf dem Donausüdarm endet der Schiffsverkehr seit dem Bau der Staustufe im Stadtgebiet von Regensburg an der Eisernen Brücke. Nur noch Sportboote und kleinere Ausflugsschiffe, nicht aber die großen Kreuzfahrtschiffe können auf dem Donausüdarm die Steinerne Brücke passieren, wobei die Ausflugschiffe die Durchfahrt durch die Steinerne Brücke als Attraktion benutzen. Auf dem Donausüdarm ist wegen der Staustufe bei Pfaffenstein eine Weiterfahrt flussaufwärts nicht möglich, nur für Sportboote gibt es eine Schleuse.
Nach der Staustufe in der Nähe der Autobahnbrücke der A 93 verläuft der Europakanal nördlich von beiden Donauarmen und nördlich des Stadtteils Stadtamhof. Der Donaukanal vereinigt sich nach Stadtamhof mit dem Fluss Regen und kurz danach mit dem Nordarm der Donau. Nach einer weiteren Mündungsstrecke von 420 m treffen die vereinigten Wasser von Kanal, Regen und Donaunordarm bei Stromkilometer 2378,82 auf den Südarm des Donaustroms.
Von Ende der 1990er bis in die 2010er Jahre fanden an der Steinernen Brücke die Strudelrennen statt. Dabei versuchten die Teilnehmer, in selbst gebauten, phantasievoll gestalteten Gefährten den Strudel unter der Brücke unbeschadet zu überwinden.

## Umgebung
Unmittelbar neben der südlichen Brückenauffahrt befindet sich die Historische Wurstkuchl, die in der ersten Hälfte des 17. Jahrhunderts nördlich direkt an die Stadtmauer des 14. Jahrhunderts angebaut wurde. Nach dem Abbruch der Stadtmauer zur Mitte des 19. Jahrhunderts verblieben Mauerreste der Stadtmauer am noch heute bestehenden Gebäude.
Etwas flussabwärts der Steinernen Brücke befindet sich am rechten (südlichen) Ufer das Donau-Schiffahrts-Museum Regensburg.

## Sonstiges
Die Brücke war Motiv einer im Jahr 2000 erschienenen Briefmarke zu 1,10 DM / 0,56 EUR der Dauermarken-Serie Sehenswürdigkeiten der Deutschen Post AG. Im Jahr 2007 wurde sie für die Auszeichnung als Historisches Wahrzeichen der Ingenieurbaukunst in Deutschland nominiert.
Für den 2020 gedrehten Film Bekenntnisse des Hochstaplers Felix Krull diente die Steinerne Brücke als Kulisse für eine Szene, die in Paris spielt.